# Ливенский краеведческий музей
Ли́венский краеве́дческий музе́й — один из старейших краеведческих музеев Орловской области, работает с 24 ноября 1918 года.

## Предыстория
3 августа 1918 года, в стенах ливенского реального училища членами историко-археологического общества была представлена экспозиция, названная местной газетой «Свободный пахарь» — первой выставкой памятников по истории и археологии города Ливен:6.
Экспозиция была обширна. Состояла из восьми разделов:
- Ледниковая эпоха
- Эпоха с IV века по IX век, когда здесь жили скифы, сарматы, готы, авары, финны
- Присосненская земля в IX—X веках, когда здесь жили вятичи и хазары
- Ливны — княжеский город (XII—XIV века)
- Ливны в эпоху татарского ига
- Город Ливны в XVI—XVII веках
- Ливны XVIII века
- Город Ливны в XIX веке

Проведённая выставка явилась значительным событием в жизни города и стала основой для создания первого городского музея.

## История

### Первая попытка создания музея

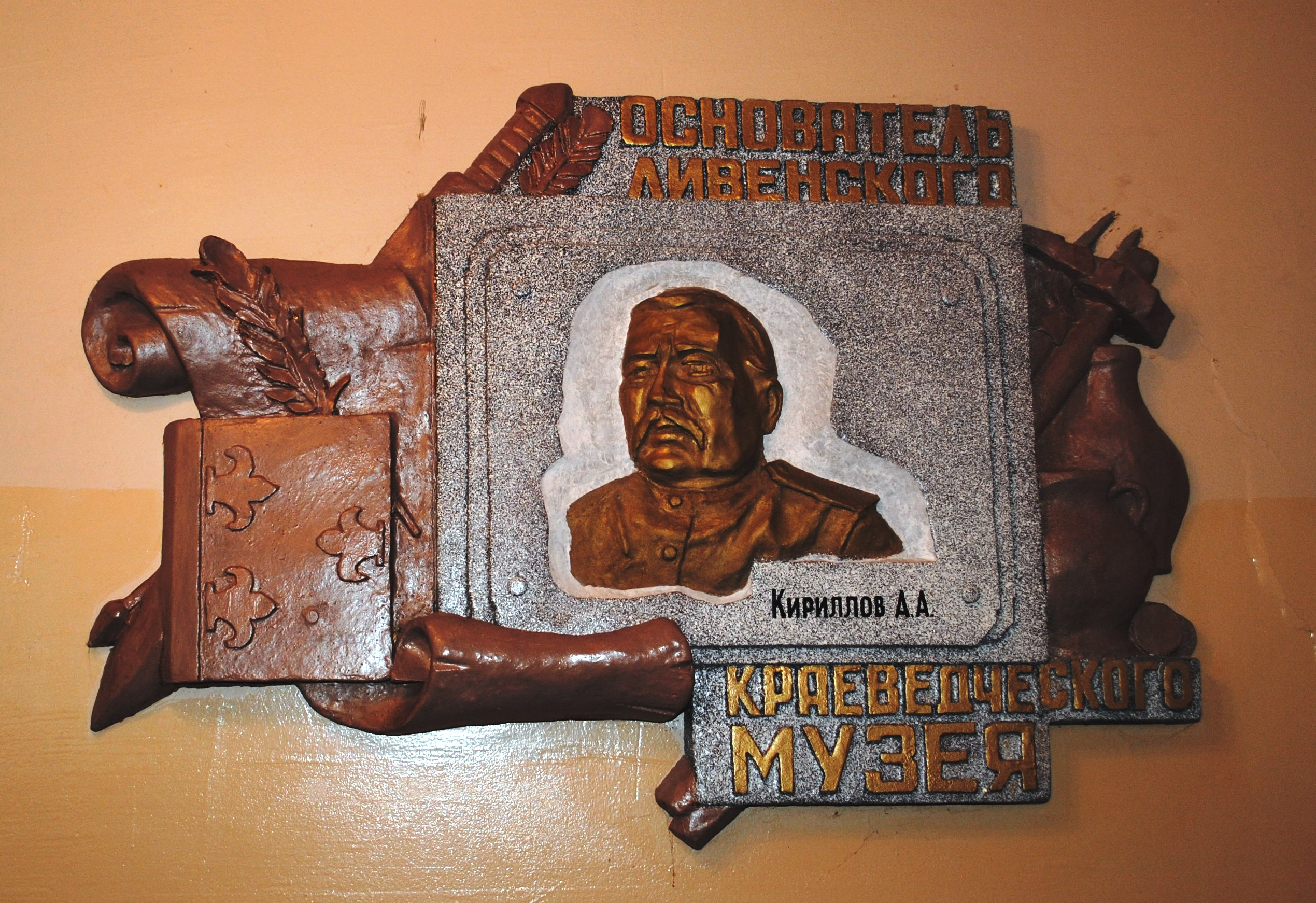
Музейный барельеф в память А. А. Кириллова

24 ноября 1918 года, в здании бывшего Русско-Азиатского банка (ныне здесь размещается администрация города) был открыт Ливенский народный музей:8. Его организатором и первым директором стал М. К. Знаменский — художник, знаток истории, целеустремлённый и настойчивый, обладавший высокой работоспособностью. Вместе с хранителем музея, А. А. Кирилловым, в круговерти начала гражданской войны он собрал значительные ценности по разорённым старинным дворянским имениям Шереметьевых, Набоковых, Корфов, Голициных, Ростопчиных, Кутузовых-Голенищевых и т. п. На момент открытия музея удалось сформировать 11 отделов, а к 1929 году, за счёт добавления материалов о революционных событиях, местной промышленности и сельском хозяйстве, их стало 14.
В своей работе музей опирался на помощь добровольных помощников. Так, в 1925 году было организовано общество друзей Ливенского краеведческого музея, в котором состояло 27 человек, восемь из которых было учителя:429. В этом же году музей был переименован из «народного» в «краеведческий».
Экспозиция первого Ливенского музея:10 начиналась с огромного чучела бурого медведя, стоявшего сразу у входа на задних лапах. Здесь же размещалась коллекция старинных гравюр, белые морские кораллы и губки. Первый этаж был занят отделом природы, располагавшим обширной геологической коллекцией. Растительный и животный мир показывался через гербарии и чучела, коллекции насекомых и бабочек. Палеонтологический отдел хранил множество костей вымерших животных. Исторический отдел рассказывал о развитии человеческого сообщества. Были представлены предметы быта и орудия труда бронзового века. Имелось значительное собрание оружия разных времён — копья, стрелы, мечи, щит, кольчуги. А кроме того, русский железный кованый ларь XVII века, французский ларь XVIII века, иконостасы, предметы церковного обихода и собрание книг того же периода, многочисленные старинные монеты и даже индийские литые скульптуры:449. Все это было представлено в сочетании с красивой резной мебелью и живописными полотнами, в изобилии собранными по окрестностям:45. 

На полотнах следует остановиться отдельно. Это были работы Верещагина, Поленова, Айвазовского, живопись школы Рембрандта, Рубенса, копии произведений Рафаэля, Тициана, Боттичелли:11. Подчеркнём, что имелся также ряд замечательных работ уроженца Ливенского уезда Н. Д. Лосева, в юности окончившего по настоянию родителей Ливенское духовное училище, а в дальнейшем ставшего академиком живописи и наставником императрицы Марии Фёдоровны.
Среди довоенных экспонатов были вещи принадлежавшие композитору Антону Степановичу Аренскому (1861—1906). В дореволюционную пору он неоднократно бывал в Ливнах, а после революции здесь проживала его вдова и дочь. В 1921 году они передали музею оригиналы рукописей нот произведений А. Аренского, его рояль и его портрет:83. 

Ливны издавна производили зерно и в районе работало много мельниц. Так, до 1941 года их было 37. Поэтому промышленный отдел музея имел действующий макет одной из них:448.
В начале ноябре 1941 года, когда немцы стремительно приближались к Ливнам, тогдашний директор музея Герлинг потребовал эвакуации фондов. Однако его обвинили в паникёрстве и сняли с работы. А экспонаты музея, с целью сохранения от бомбёжки, переместили в подвалы здания районного Дома культуры. Но уже в конце ноября какую-то часть музейного имущества спешно отправили на санях в сторону Ельца:11.
В годы Второй мировой войны Ливенский музей был полностью утерян и позже его пришлось вновь создавать на пустом месте:12.

### Возрождение краеведческого музея
В 1959 году была издана книга ливенского краеведа С. П. Волкова ставшая первой объёмной публикацией советского периода об истории края. Именно эта работа положила начало длинного пути к возрождению музея. Рассказывая об истории Ливенской земли в циклах городских и районных лекций, собирая материалы истории края, С. П. Волков пробудил интерес к краеведению в ливенской молодёжи. В их число попал и Олег Якубсон, который в дальнейшем, стал фактическим основоположником нового городского музея.
Годы спустя, работая учителем ливенской школы № 1, О. Якубсон увлёкся туризмом. Со своими школьниками он много прошёл пешком, на лыжах, на лодках. Из этих походов приносились в школу различные предметы, имевшие познавательную или историческую ценность. Они стали началом нового музея. Экспозиция размещалась в школьных коридорах и рекреациях. Позже, в 1966 году, когда музейная коллекция разрослась и получила некоторую известность в городе, распоряжением властей на её базе создали новый городской музей со статусом народного:12-13.
Для этой цели Городским советом, руководимым И. С. Строговым, был передан небольшой домик на улице Дзержинского — бывший военкомат, состоявший всего их трёх комнат. Утверждено штатное расписание из двух человек — заведующий фондами (он же бухгалтер) и уборщица (она же истопник). Средств на оборудование, экспонаты и оформление не было, но это осуществляли всем миром на общественных началах и в частности директор Орловского краеведческого музея Н. М. Кириловская, учителя художественной школы А. П. Золкин, Н. И. Шеламов и директор А. Н. Селищев, корреспондент местной газеты Ю. Н. Беляев.
Во второй раз в своей истории возрожденный музей открылся для посетителей 1 сентября 1967 года. Музей начал жить, но без активной государственной поддержки существование было трудным:13. Старт энтузиастов не мог быть вечным. Они тоже нуждались в средствах к существованию. Отсутствие финансирования приводило к кадровой чехарде, а она в свою очередь к разбазариванию фондов и увяданию интереса к краеведению. Дело фактически двигалось к закрытию.
В 1984 году Ливенскому музею было присвоено звание «Народный». А в 1987 году, Ливенский народный музей был переименован в Ливенский историко-революционный музей и получил статус филиала Орловского Областного Краеведческого музея. В 1988 году был назначен очередной новый директор — учитель истории О. Н. Булатников. В последовавшие за тем десять лет ему удалось кардинально преобразовать жизнь музея, наладить деловые контакты с местной властью и музейной средой. Помогла и экономическая ситуация середины 90-х прошлого века — страна стала на рыночные рельсы и образовались некоторые средства. Значительная помощь была оказана и со стороны руководства города, в частности тогдашнего заместителя главы администрации по социальным вопросам, настоящего подвижника — Максимова А. Ю. Благодаря именно его инициативе исторические здания города снабжены мемориальными досками.
Результатом явилось не просто возрождение ливенского краеведения, но и переход на качественно иной уровень:14. В 1995 году городские власти предоставляют новые помещения в центре, и музей становится муниципальным, а в 1998 году вообще отводится целое здание.

### Становление музея

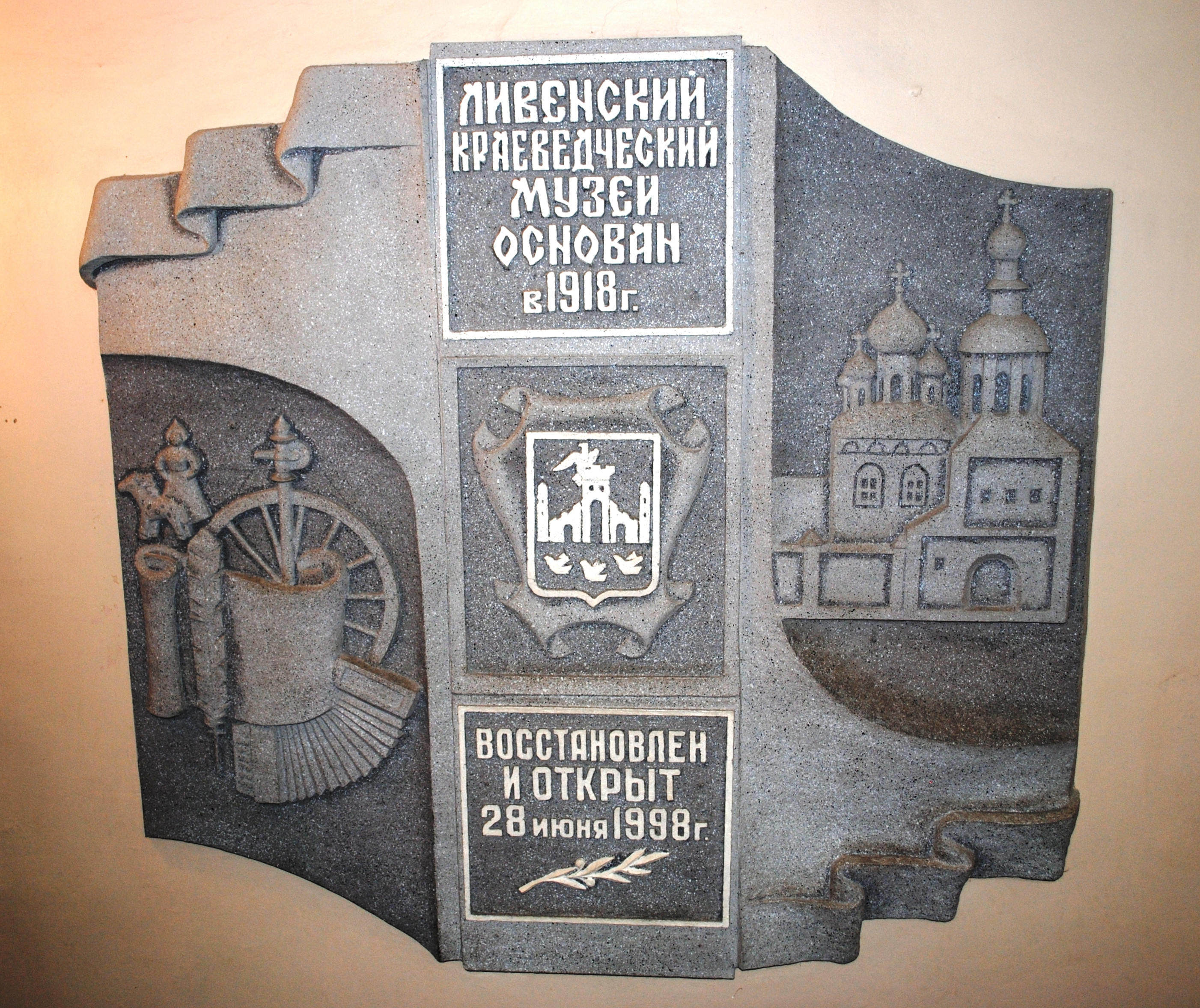
Барельеф у входа в музей в честь третьего открытия

28 июня 1998 года, в специально выделенном и отремонтированном здании состоялось по существу третье открытие Ливенского краеведческого музея.
В музейном здании 6 экспозиционных залов, укомплектованных современным оборудованием, зал картинной галереи, фондовое хранилище, лекционный зал. Экспозиция состоит из 11 отделов: природы, археологии, этнографии, революции 1917 года, репрессий 30-х годов, Великой Отечественной войны, зал выдающихся земляков, экспозиция С. Н. Булгакова, послевоенный период (1945—1992 годы), интерьеры комнат XIX — начала XX веков и середины прошлого века:15.
Имеющиеся фонды музея существенно уступают тому, что хранилось в предвоенные годы и по объективным причинам широтой охвата не сравнятся с ними никогда. Нынешний музей делает акцент и стремится показать судьбы ливенцев, тем более, что среди них многие получили мировое признание. Пополнение фондов музея за счёт личных архивов стало заметным направлением деятельности. Среди поступлений, материалы переданные семьями братьев Белоцерковских, Р. В. Хохлова, С. П. Волкова:14-15.
На помощь ливенцев и помощь их близких музей опирается в своей работе. Например, создание экспозиции С. Н. Булгакова в значительной степени обязано помощи и материалам из Франции со стороны Никиты Струве:111.
Со стороны государственных органов помощь довольно существенна. Например, в 2006 году музею были переданы в безвозмездное пользование сроком на 10 лет 3447 единиц хранения музейных предметов и коллекций являющихся федеральной собственностью.

## Научно-просветительская работа
Годы прошедшие после очередного восстановления музея позволили стать ему визитной карточкой города. Причём, это не просто музей русской провинции, а и один из заметных центров культурной жизни:109. Экскурсионная работа здесь не единственное направление деятельности. Много сил уделяется научным исследованиям в сотрудничестве с другими музеями, институтами, издательствами:111. Результаты такой работы публикуются в музейном альманахе. С 1999 года их вышло уже 23 номера. Первые четыре назывались «Наше наследие», а начиная с 5 номера это — «На берегах быстрой Сосны».
В музее регулярно, до пяти раз в год, проходят выставки из частных собраний и музеев Москвы, Санкт-Петербурга, Орла, Тулы, Ельца. Например, из Государственного музея-заповедника «Куликово поле» или работ членов Союза художников России М. А. Селищева или В. М. Ромашова.
Организуются конференции посвящённые юбилеям известных земляков, например, 130-летию со дня рождения С. Н. Булгакова, 110-летию со дня рождения С. П. Волкова, 110-летию со дня рождения Н. Н. Поликарпова:112, 65-летию освобождения Ливен от немецко-фашистских захватчиков.

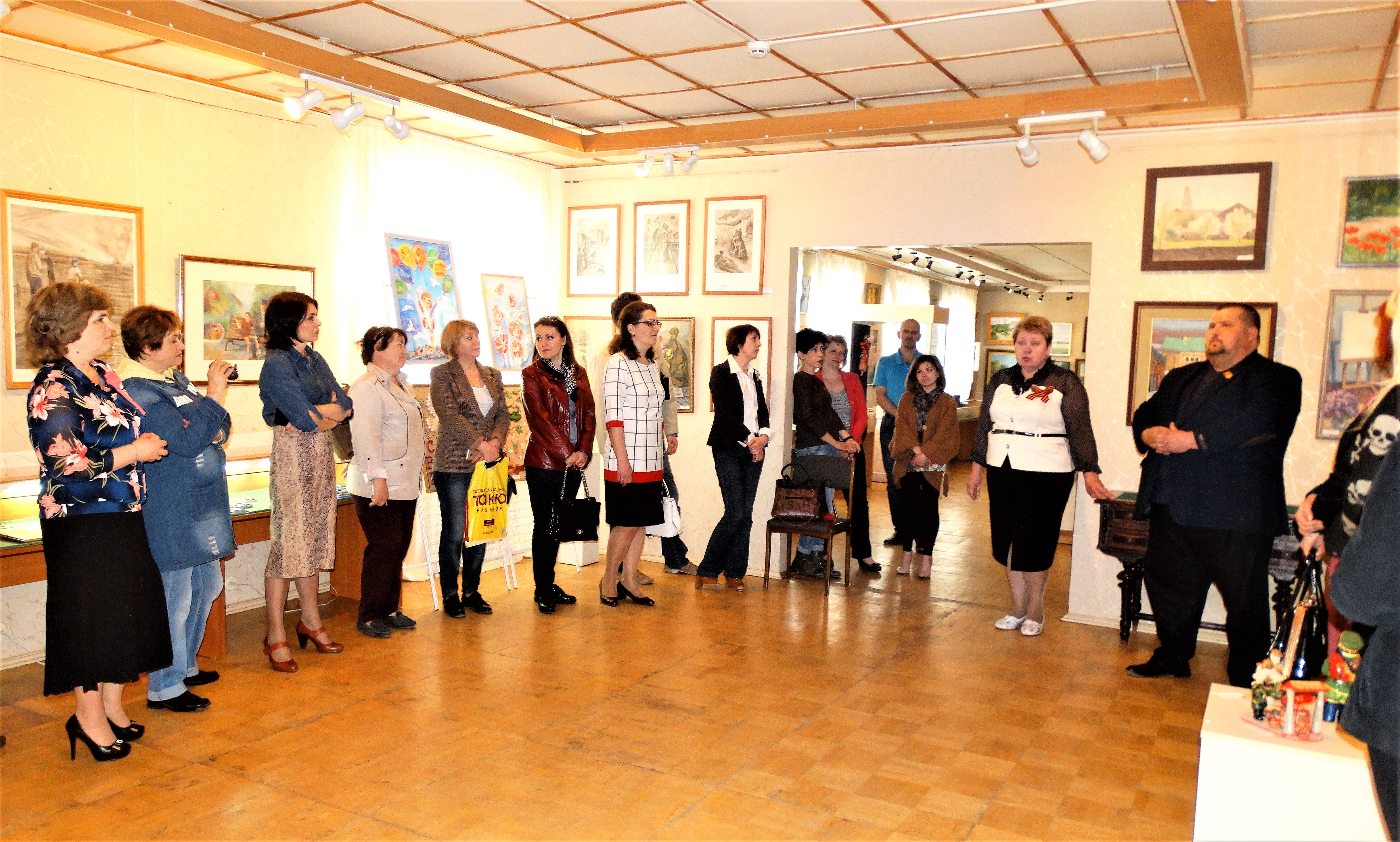
Открытие конкурса памяти А. Селищева в Ливенском краеведческом музее (крайний справа — директор музея Д. А. Астахов), 2017 г.

В 2017 году музей стал местом проведения творческого конкурса памяти А. Селищева, основателя и первого директора Ливенской детской художественной школы. В нём приняли участие воспитанники и преподаватели школы, а весь проект назывался «Учитель-ученик». Конкурсные работы выставлялись в залах музея. Там же прошла и процедура подведения итогов.
Силами музейных работников осуществляется надзор за состоянием выявленных памятников истории Ливен и района. Например, историческими зданиями города, отмеченными мемориальными досками, памятником промышленной архитектуры — Адамовской мельницей, Мемориалом в Липовчике на месте массовых расстрелов в 1937—1938 годах.
В картинной галерее музея проходят выставки местных художников и фотографов.

## Популяризация краеведения
Традиционно Ливенский музей занят популяризацией краеведения. Такая работа наиболее эффективна в молодёжной среде на базе учебных заведений и на постоянной основе. Изучение истории края происходит во время походов, в том числе и по местам боевой славы, встреч с ветеранами войны, труда, бывшими учащимися.
Специалисты музея являются консультантами при открытии музеев предприятий и тематических музеев в учебных заведениях города. Так, ряду школьных музеев сначала было оказано содействие в их организации, а затем методическая и консультационная помощь в работе. К таким музеям относятся:

### Музей истории лицея

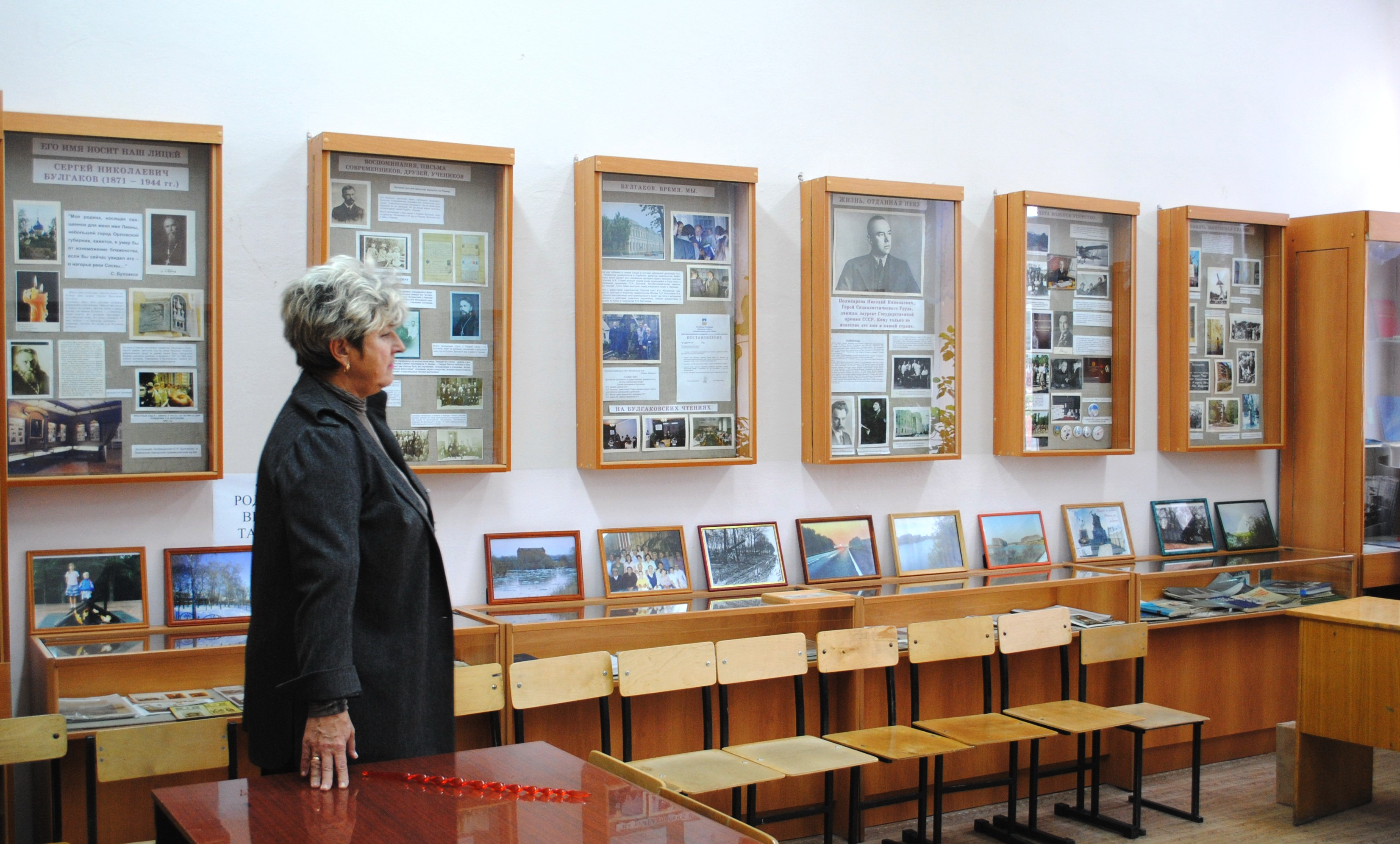
Обсуждение стендов выпускников Духовного училища с заместителем директора лицея Абрамовой В. И. 2010 г.

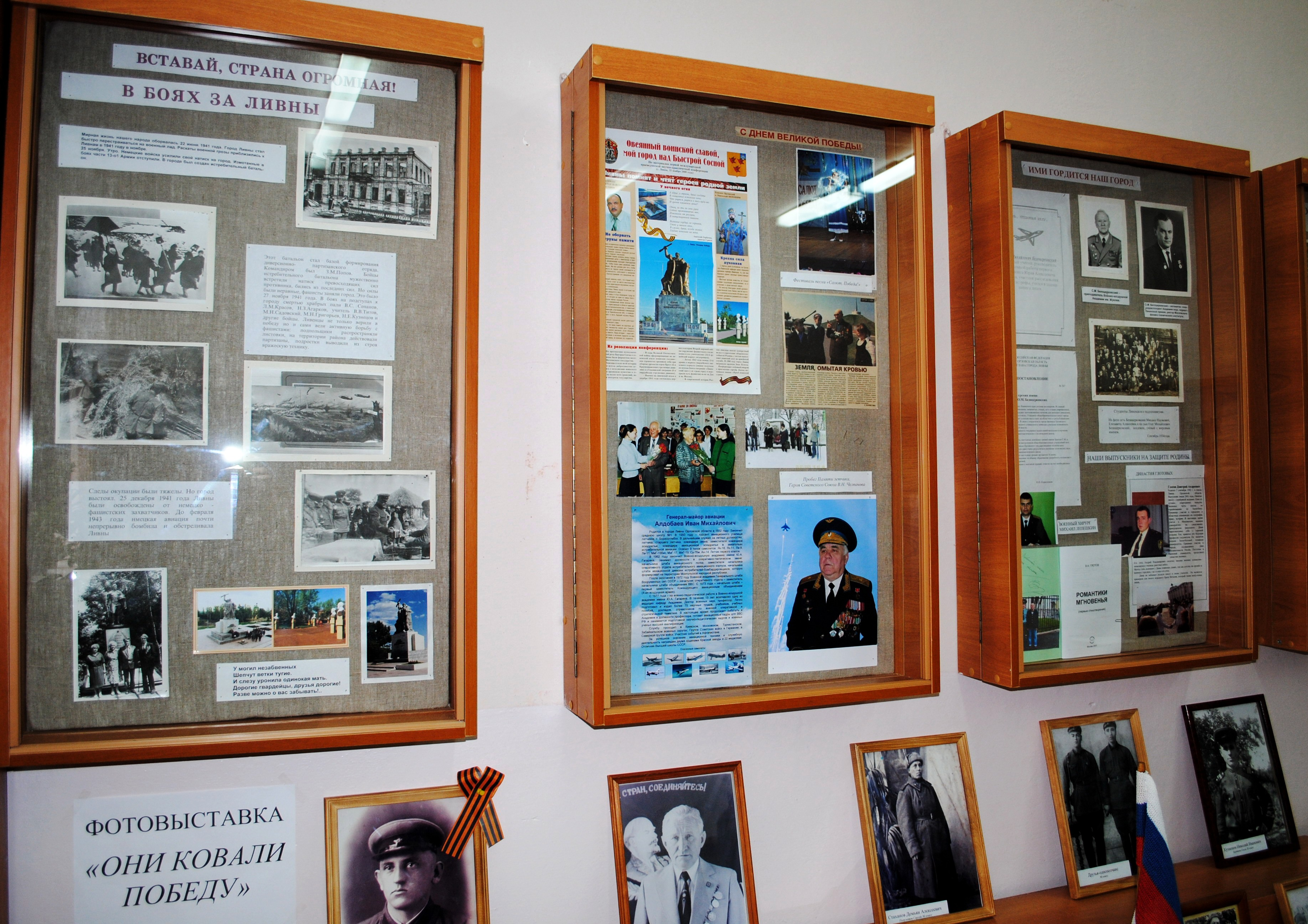
Стенды Отечественной войны 1941—1945 годов. 2010 г.

Экспозиция находится в бывшем Ливенском Духовном училище, а ныне лицее имени С. Н. Булкакова. В начале это был музей посвящённый одному из выпускников Духовного училища — авиаконструктору Н. Н. Поликарпову. А свой теперешний вид и название «Музей истории лицея», получено в 2002 году вместе с новым, специально отремонтированным помещением. В тот год — год 110 годовщины со дня рождения Н. Н. Поликарпова, на новоселье приглашался его внук, доктор технических наук, профессор А. Коршунов.
Одна из задач музея — возможность самореализации учащихся лицея. Это осуществляется через участие в практическом поиске материалов проходящем в четырёх направлениях. Поэтому и демонстрируемые экспонаты тематически охватывают те же четыре направления, а именно:110-112:
- История города Ливны
- История учебных заведений располагавшихся в здании лицея
- Жизнь в Ливнах в период Отечественной войны 1941—1945 годов
- Современная история лицея

Заметная часть экспозиции отведена материалам о выпускниках учебных заведений, размещавшихся в здании лицея. Они составляют значительное количество среди известных ливенцев. Это, например:
- Николай Николаевич Поликарпов
- Сергей Петрович Волков
- Сергей Николаевич Булгаков

### Музей истории школы

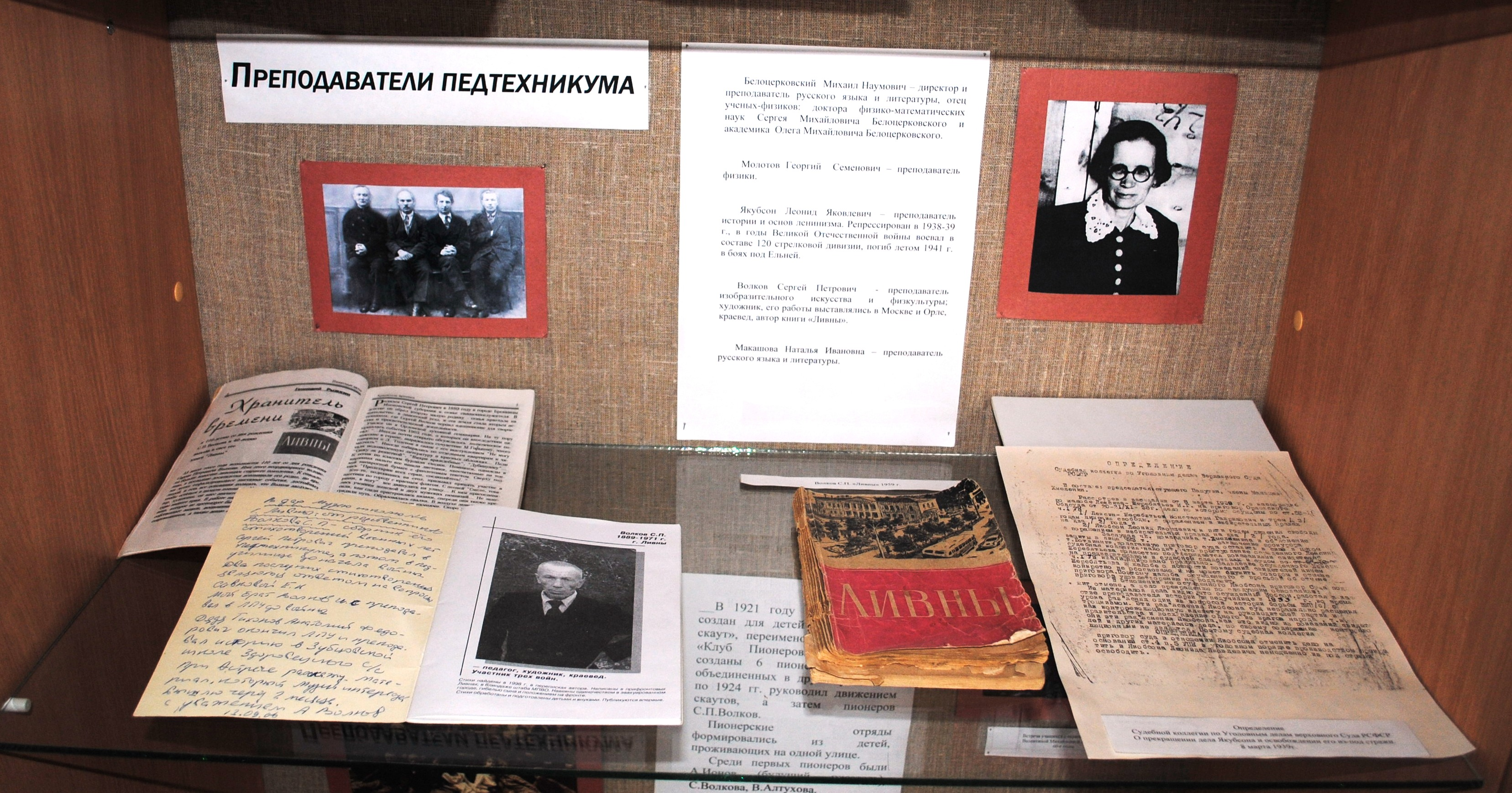
Стенд преподавателей педагогического техникума

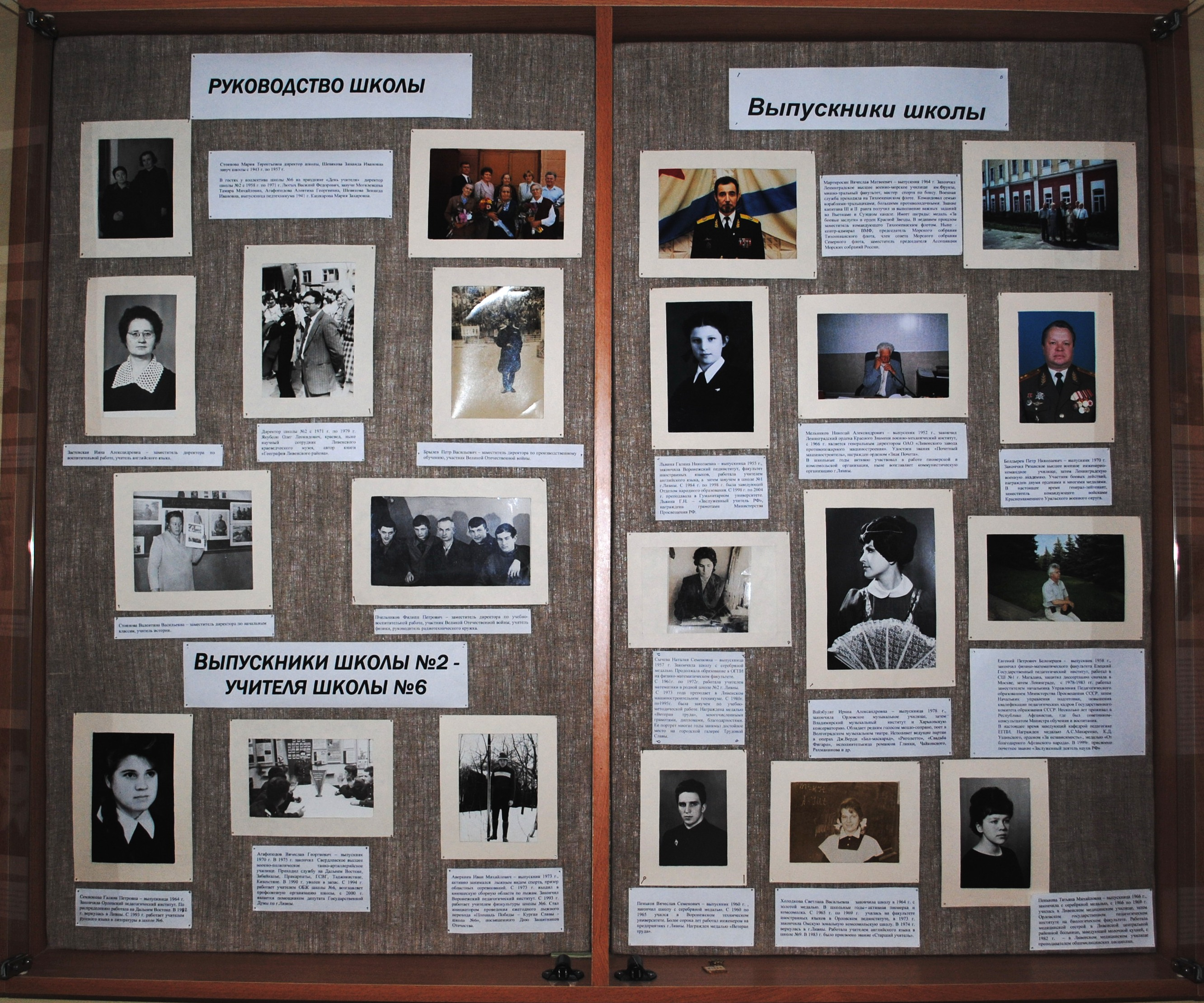
Стенд преподавателей и выпускников школы

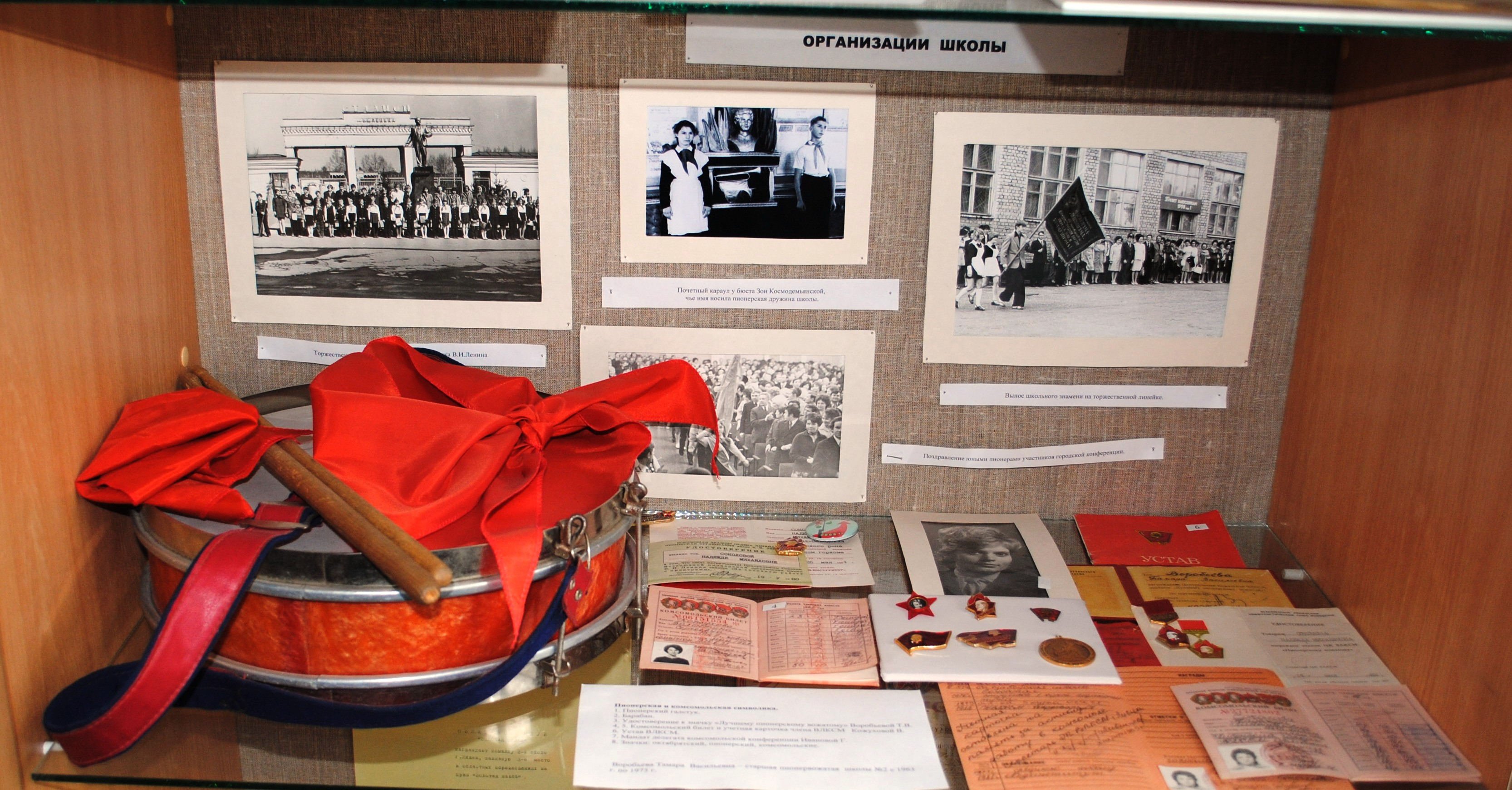
Стенд пионерской и комсомольской организаций

Музей открыт 20 октября 2004 года в Ливенской средней общеобразовательной школе № 6. Это одно из старейших городских зданий. В нём ещё с 1881 года работала женская гимназия. Здесь, в качестве преподавателя Закона Божьего долгое время служил протоиерей Николай Булгаков — отец известного богослова С. Н. Булгакова.
Музейная экспозиции состоит из четырёх разделов показывающих жизнь учебных заведений последовательно существовавших в здании школы:
- Женской гимназии (конец XIX века — 1917 год)
- Ливенского педагогический техникума (1921—1941 годы)
- Средней школы № 2 (1943—1979 годы)
- Средней общеобразовательной школы № 6 (1993 год — по настоящее время)

Экспонаты, представленные здесь, связаны с учебной деятельностью. Основное место среди них занимают материалы о быте учащихся, выпускниках и преподавателях на протяжении почти 130 лет. Есть также стенды показывающие истории пионерской и комсомольской организаций.
Отдельный раздел посвящён Великой Отечественной войне, боевым действиям, проходившим на Ливенской земле, участию выпускников и преподавателей в войне.

### Музей Н. Н. Поликарпова

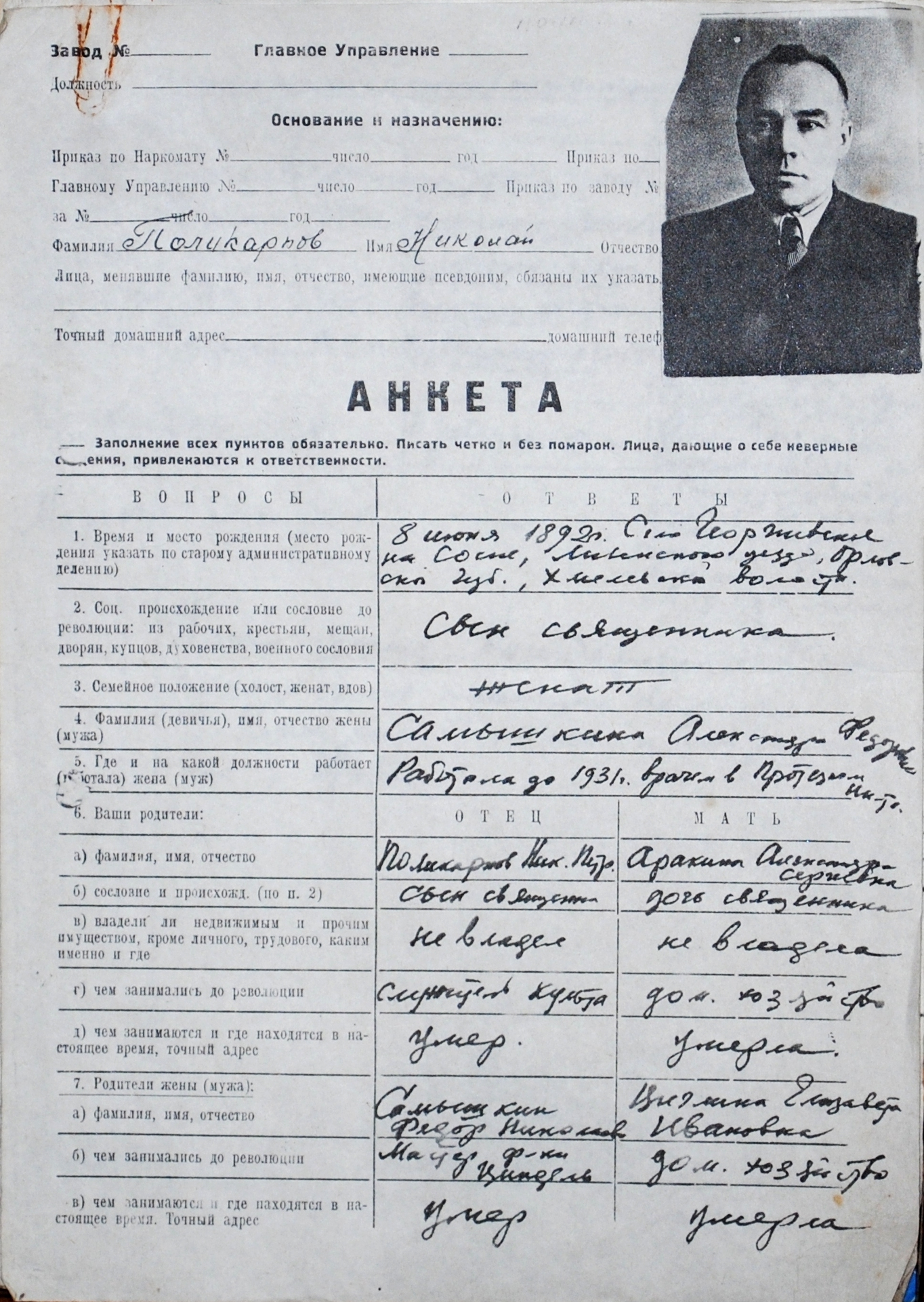
Анкета Н. Н. Поликарпова

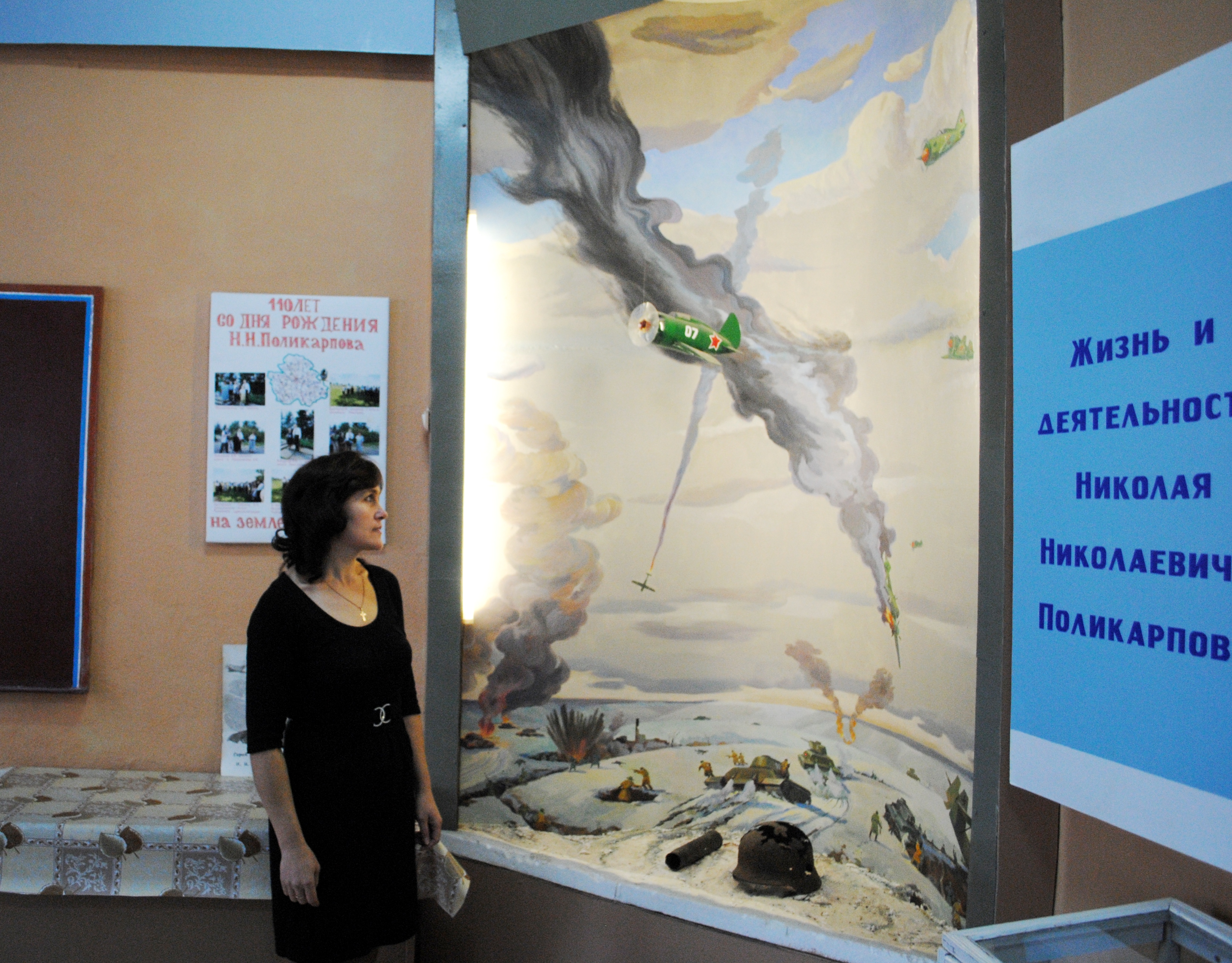
Директор калининской школы
Н. А. Новикова во время экскурсии по музею

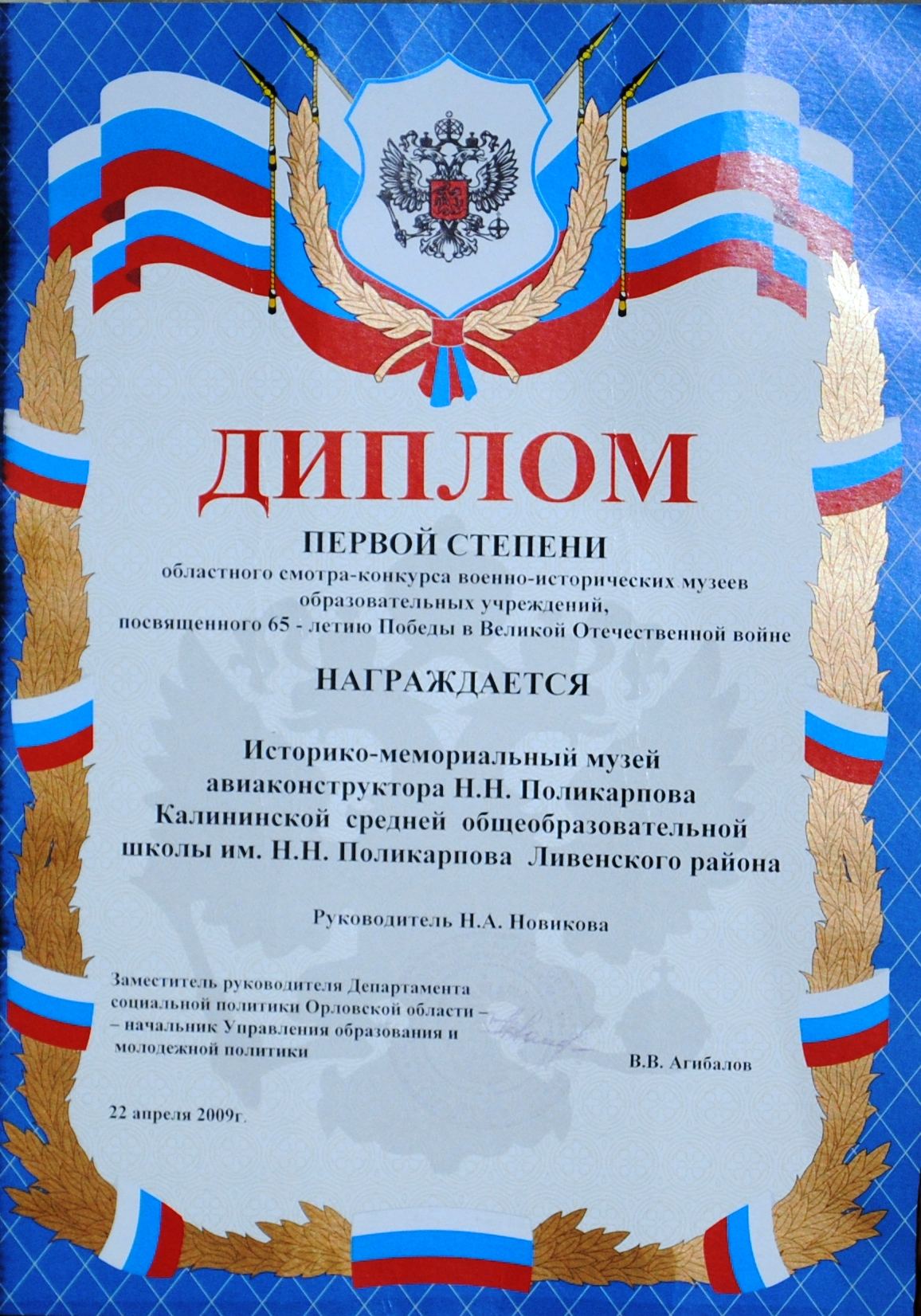
Диплом отметивший участие в конкурсе музеев

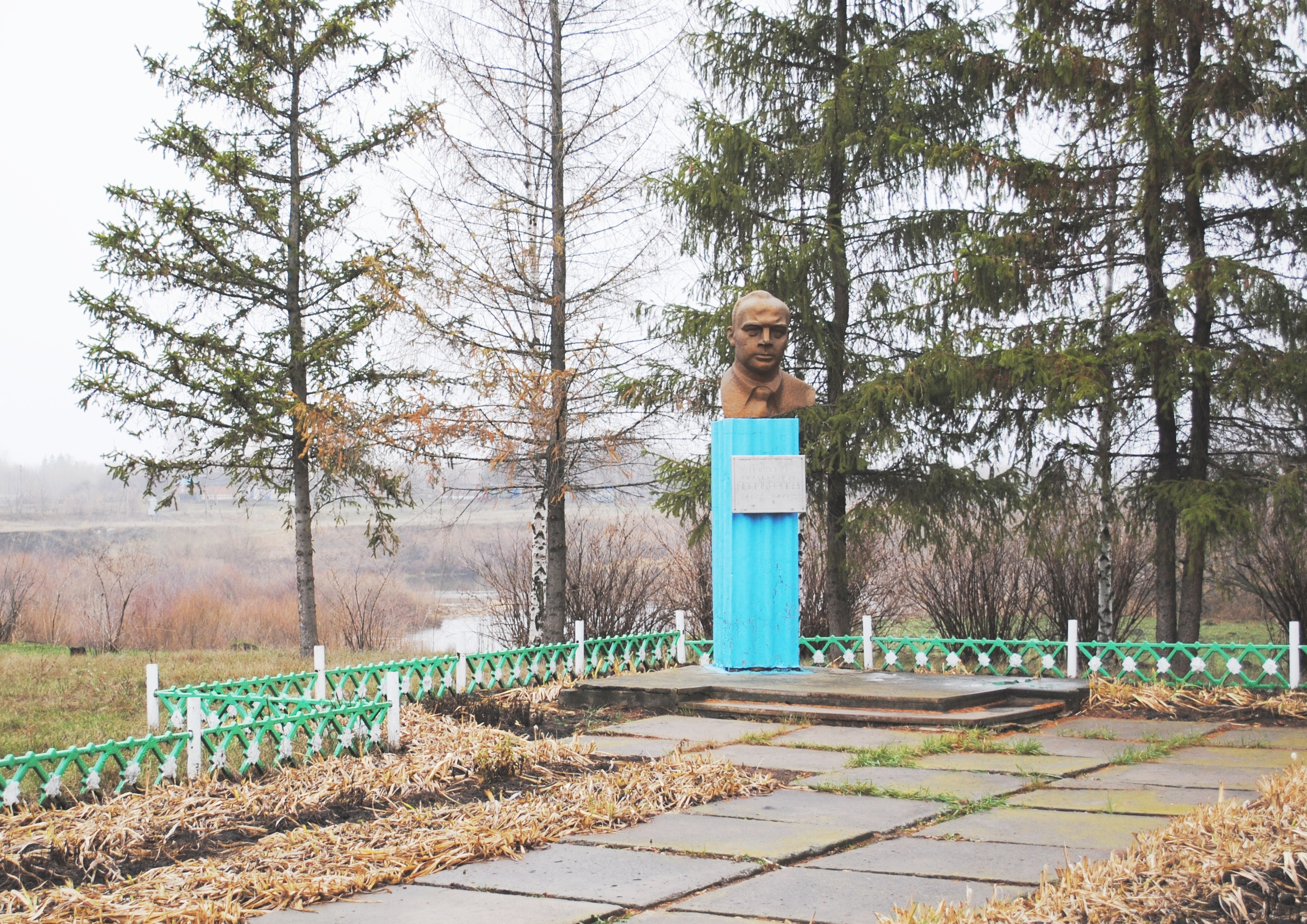
Мемориал Н. Н. Поликарпова

В 1981 году в Калинино (Георгиевское), родном селе авиаконструктора Николая Поликарпова было решено создать музей. С инициативой выступил местный житель, полковник в отставке Калинин Семён Кузьмич и коллектив Калининской общеобразовательной школы.
Силами энтузиастов был проведён поиск материалов, постепенно собраны и оформлены экспонаты, связанные с Н. Н. Поликарповым. Получилась подробная история непростой жизни и творчества авиаконструктора. В экспозиции представлены фотографии, инсталляции, макеты. В копиях имеются различные документы Н. Н. Поликарпова, например, такой редкий, как его анкета.
Музей размещён в одном из кабинетов Калининской школы, рядом с которой, на берегу Сосны, создан мемориал авиаконструктора. Современное поколение учеников и преподавателей школы, стараясь сохранить сложившиеся традиции, продолжает изучение жизни своего известного односельчанина. Их усилия приносят достойные результаты не только в плане воспитательной работы, но и в ходе различных музейных конкурсов.
Серебряный мост села Калинино также является достопримечательностью Ливенского района. Это один из старейших недостроенных мостов России, переваливший серебряную, четверть вековую отметку и, судя по всему, имеющий шанс дожить до золотой.

## Положение Ливенского краеведческого музея на современном этапе

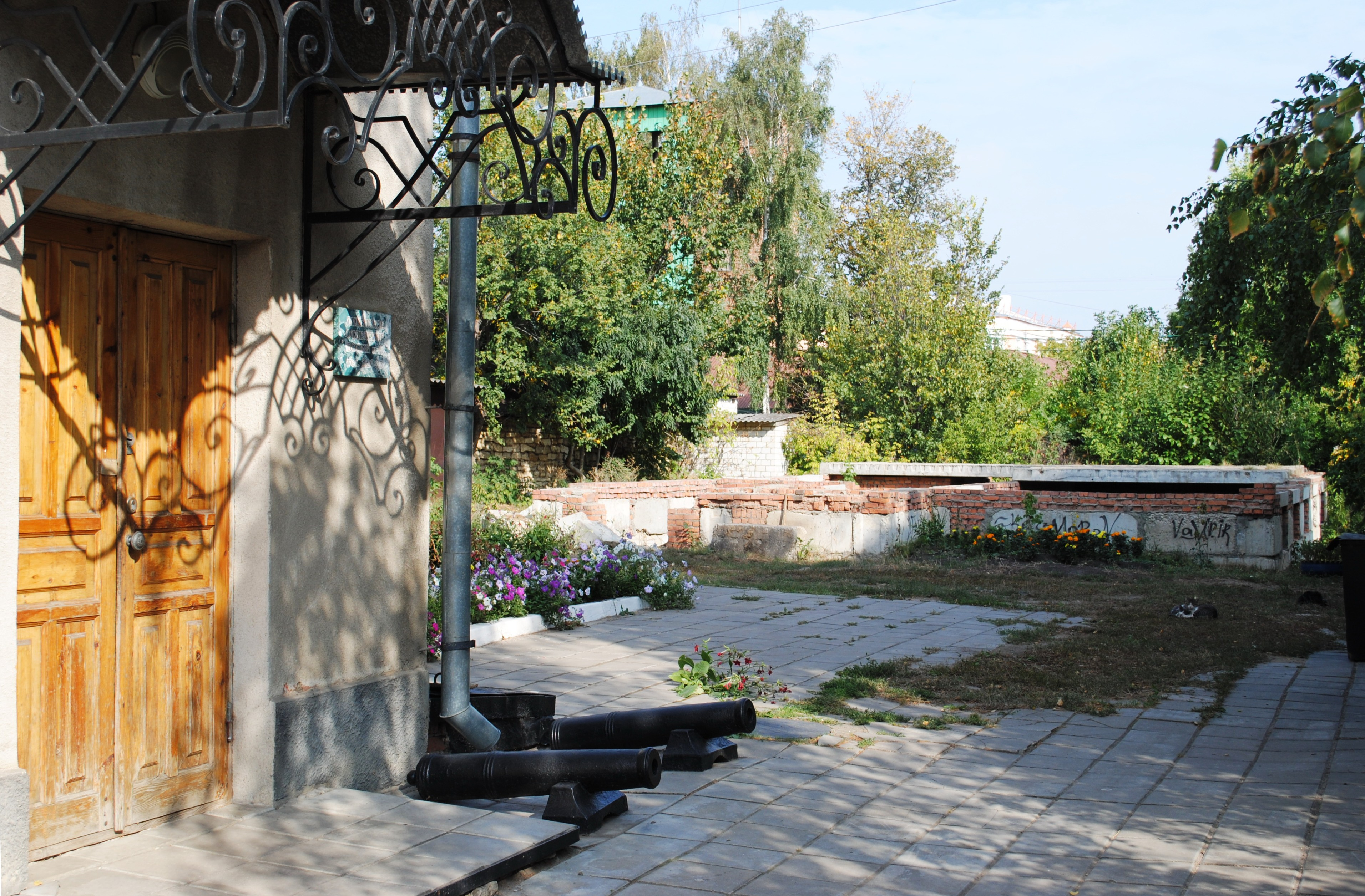
Фундамент недостроенного здания картинной галереи. 2010 г.

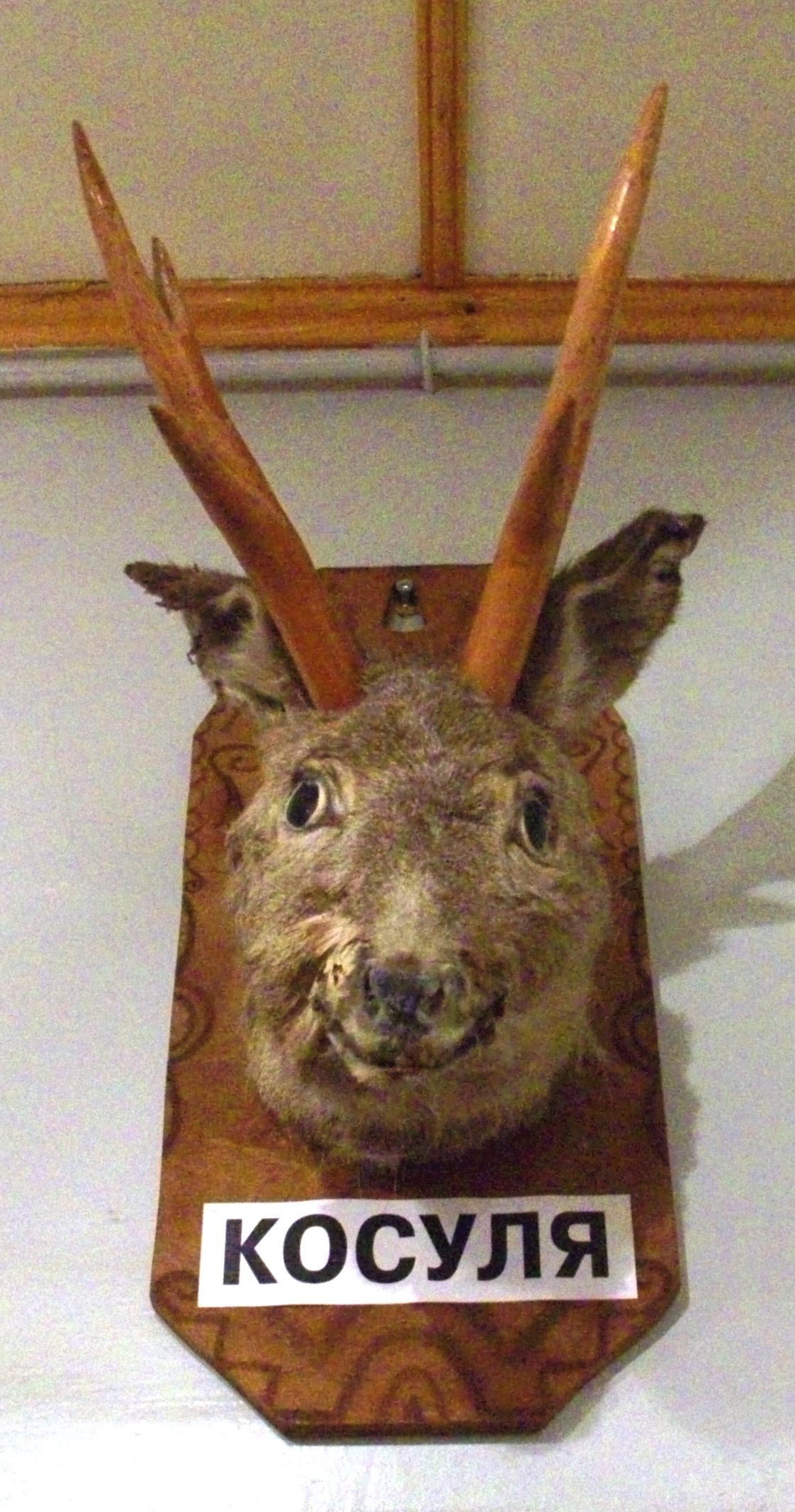
Голова косули. 2010 г.

В настоящее время Ливенский музей переживает трудный период, так как начавшийся в 2008 году экономический кризис привёл к существенному снижению финансирования. По этой причине практически прекращён выпуск альманаха «На берегах Быстрой Сосны». На неопределённое время заморожено строительство нового здания картинной галереи и технических помещений, фундамент которых воздвигнут в музейном дворе. Нет возможности для восстановления пришедших в негодность фондов, например чучел животных представленных в экспозициях.
В этих условиях сотрудники стремятся сохранить роль музея существовавшую в жизни города. Организуются выставки, проходят экскурсии, имеется доступ к архивам и фондам.

## Фотогалерея

В залах Ливенского краеведческого музея
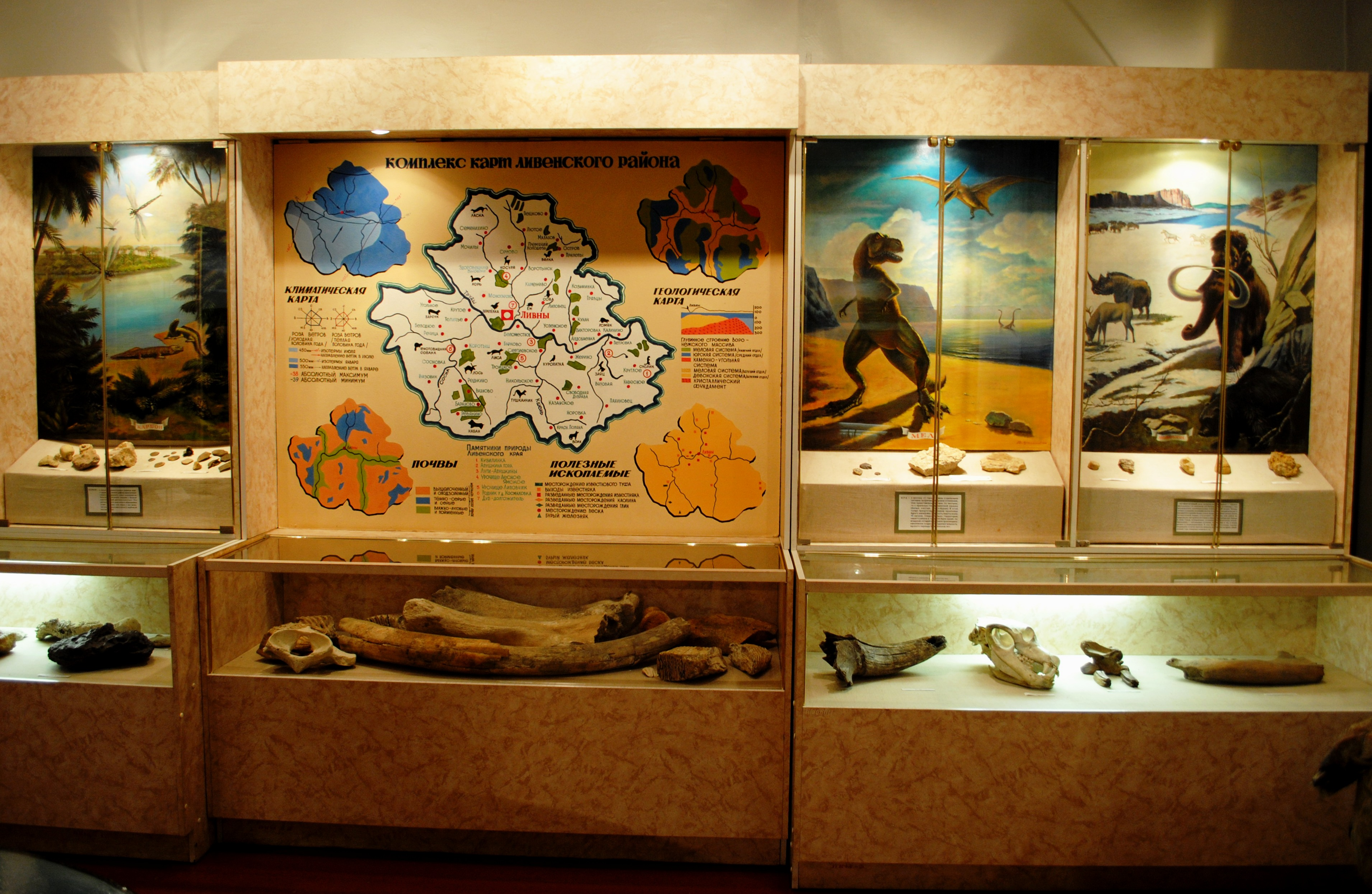
Ископаемые останки древних животных
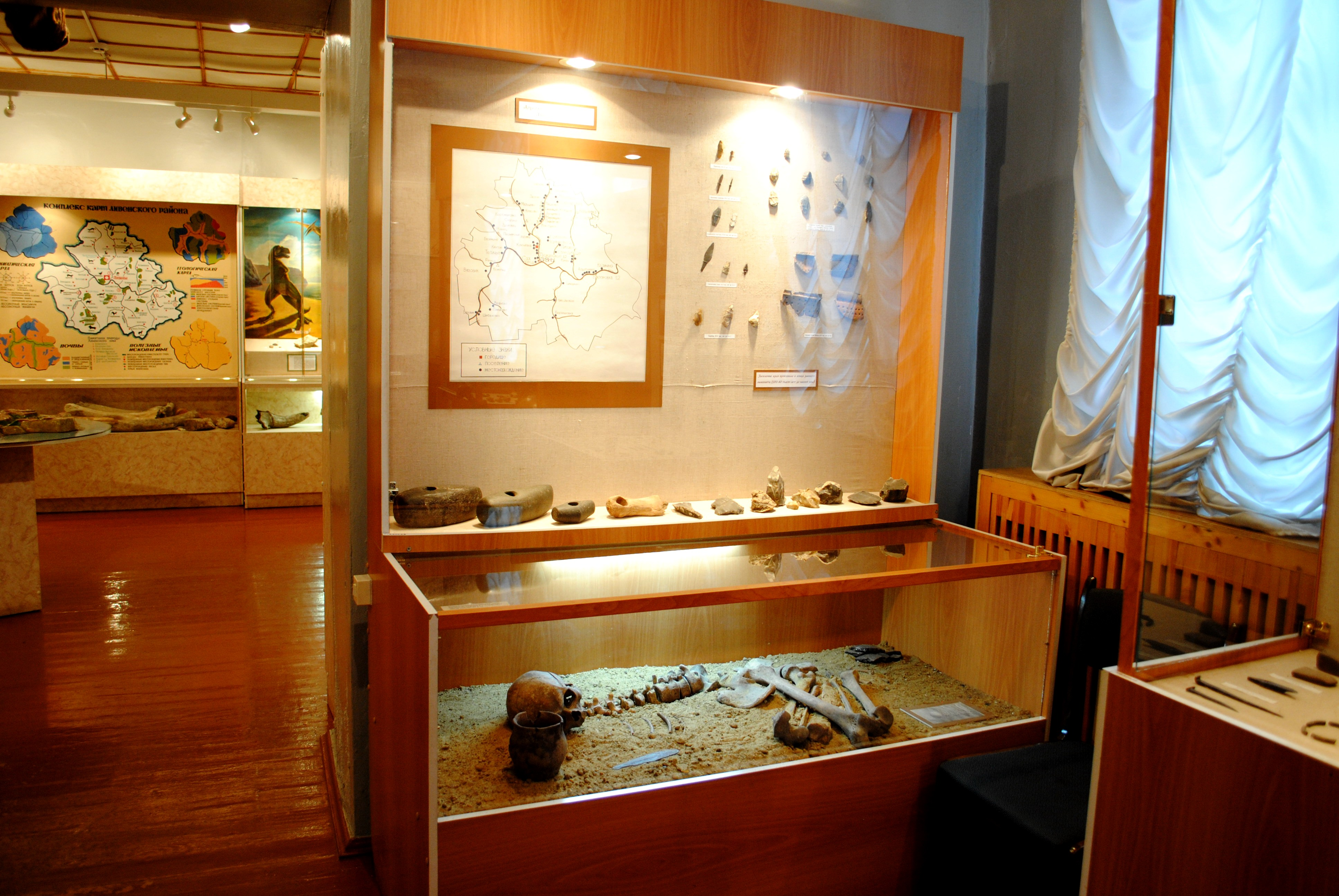
Орудия труда и останки древних людей
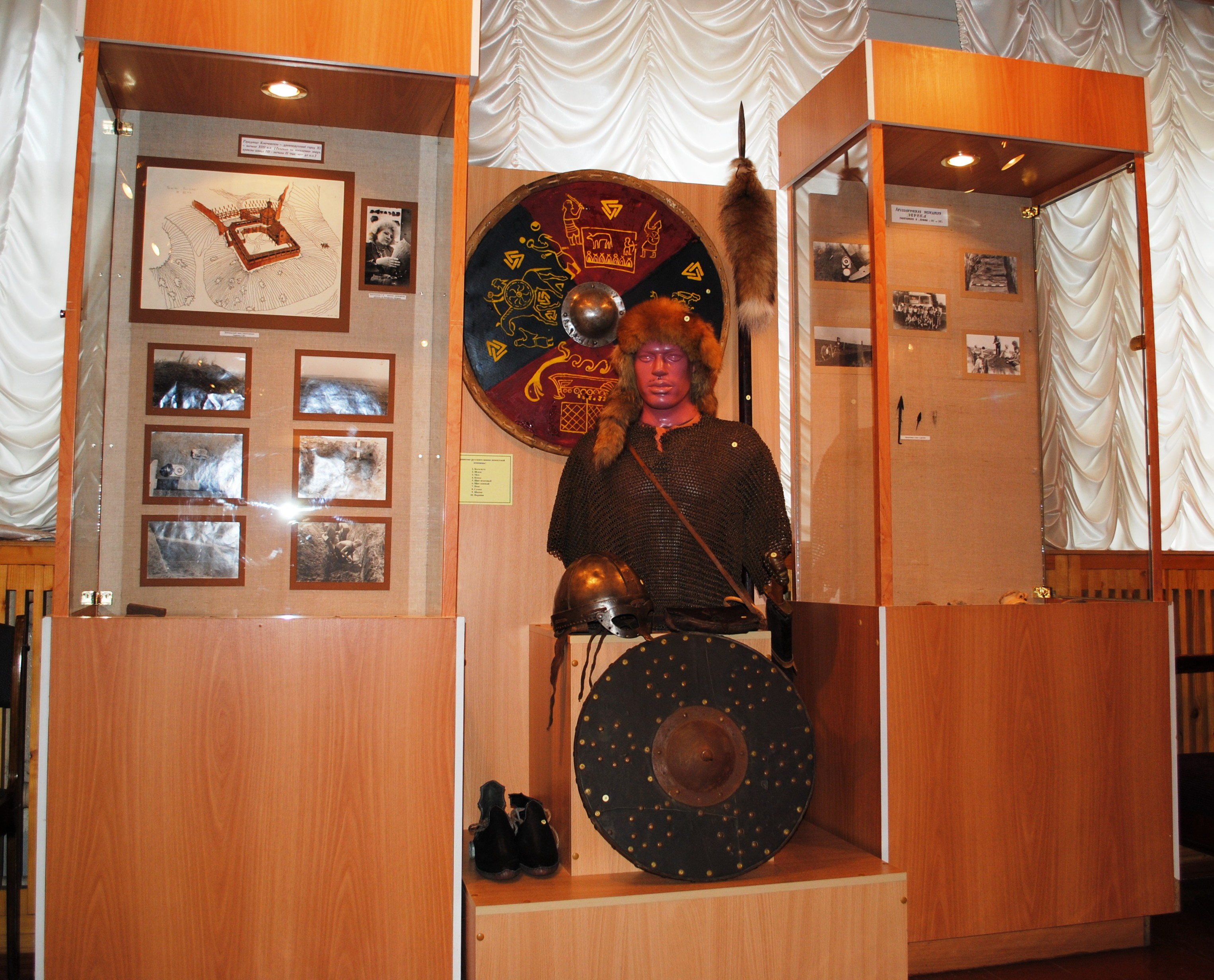
Материалы по раскопкам городища XI-XIII веков
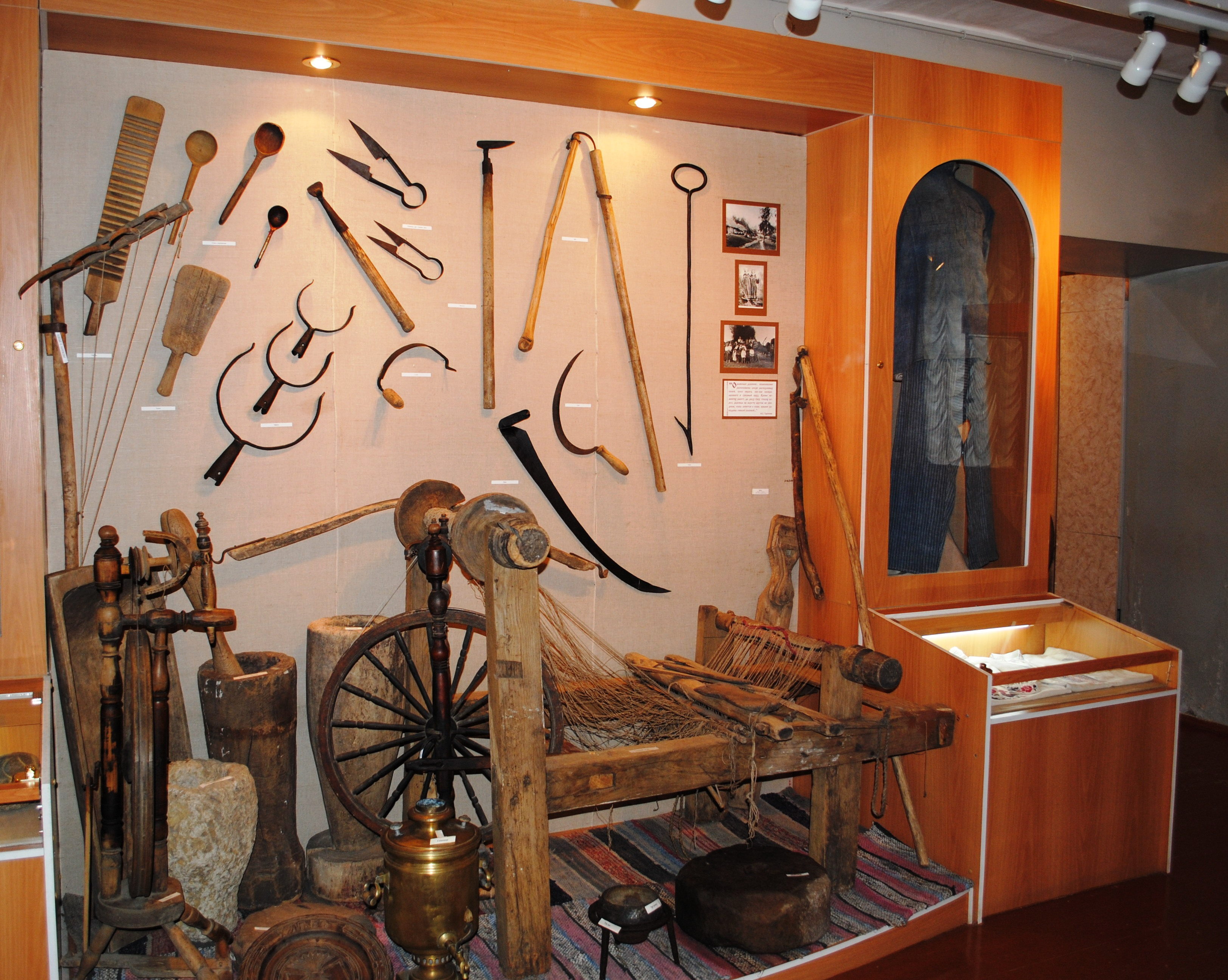
Предметы сельского быта
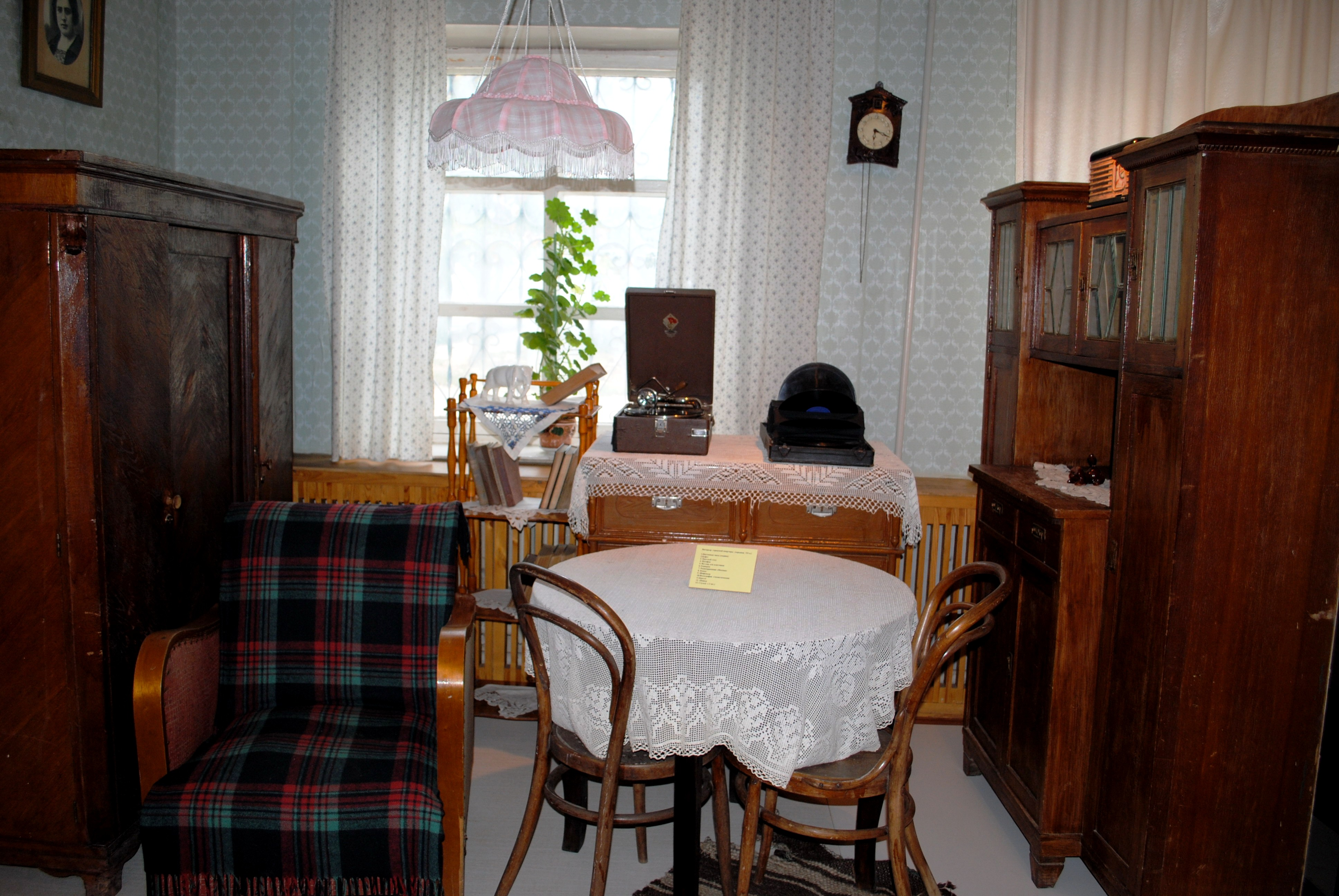
Предметы городского быта первой половины XX века
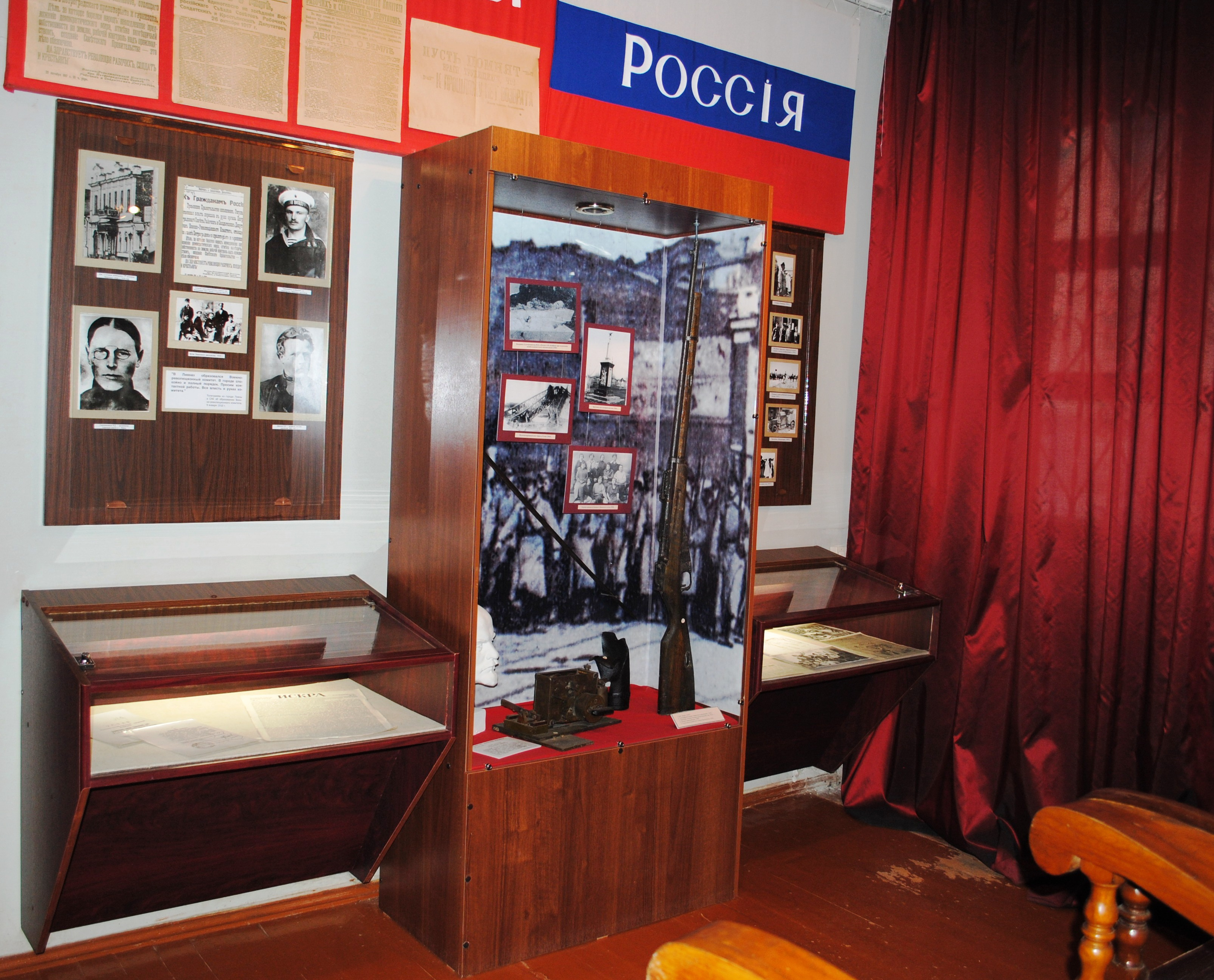
Материалы Революционных событий и Гражданской войны
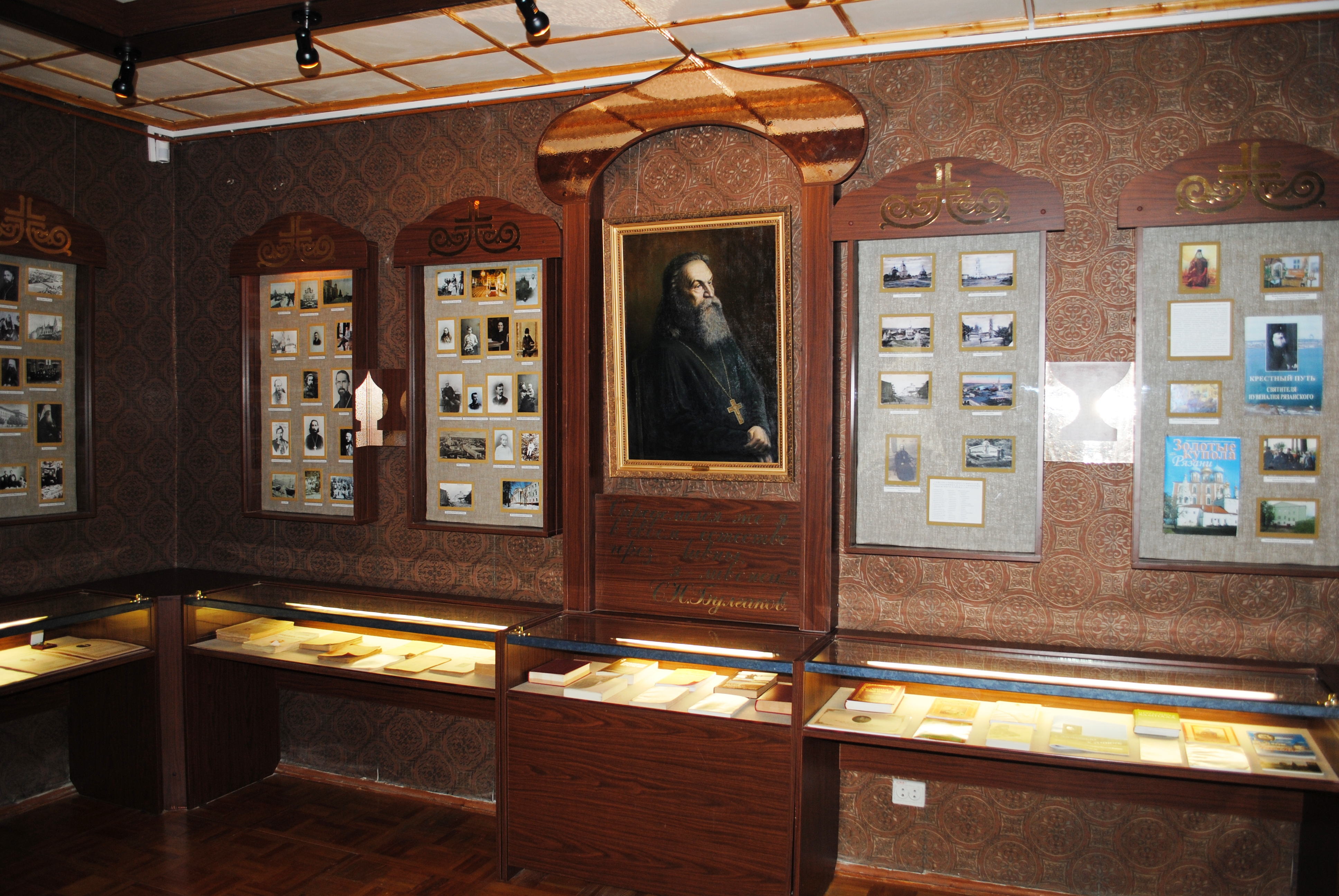
Зал С.Н.Булгакова
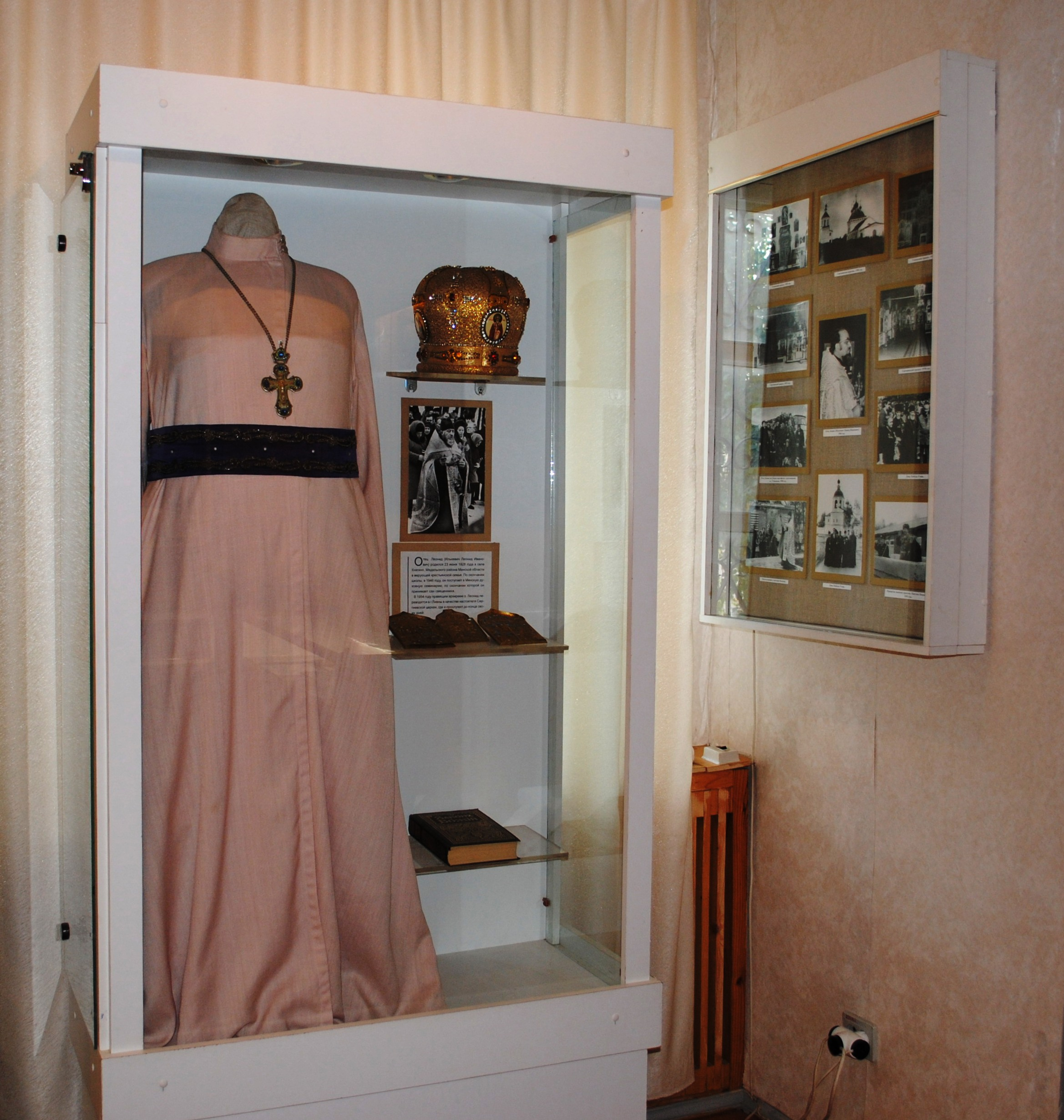
Церковное облачение приходского священника — о.Леонида
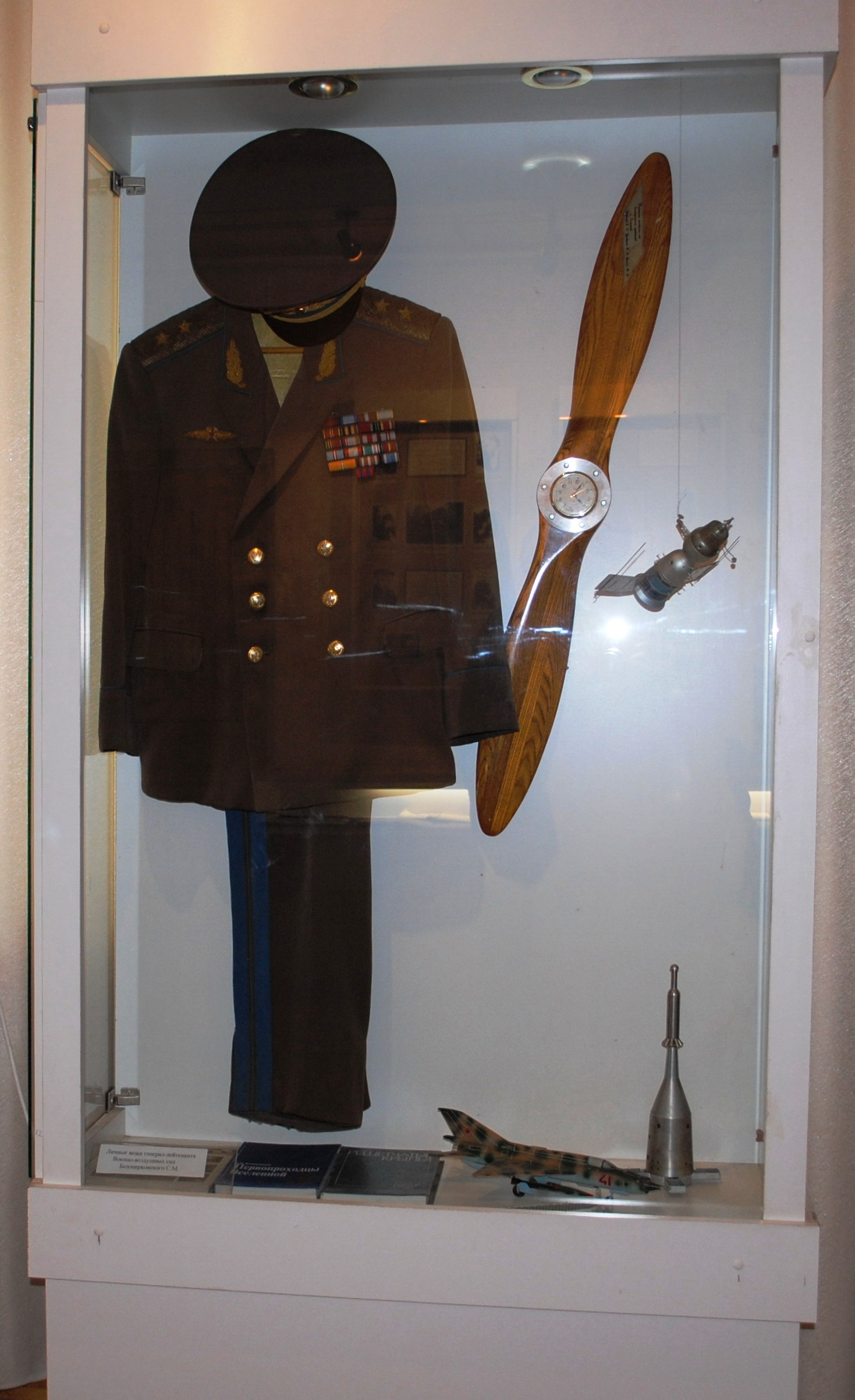
Личные вещи С.М.Белоцерковского
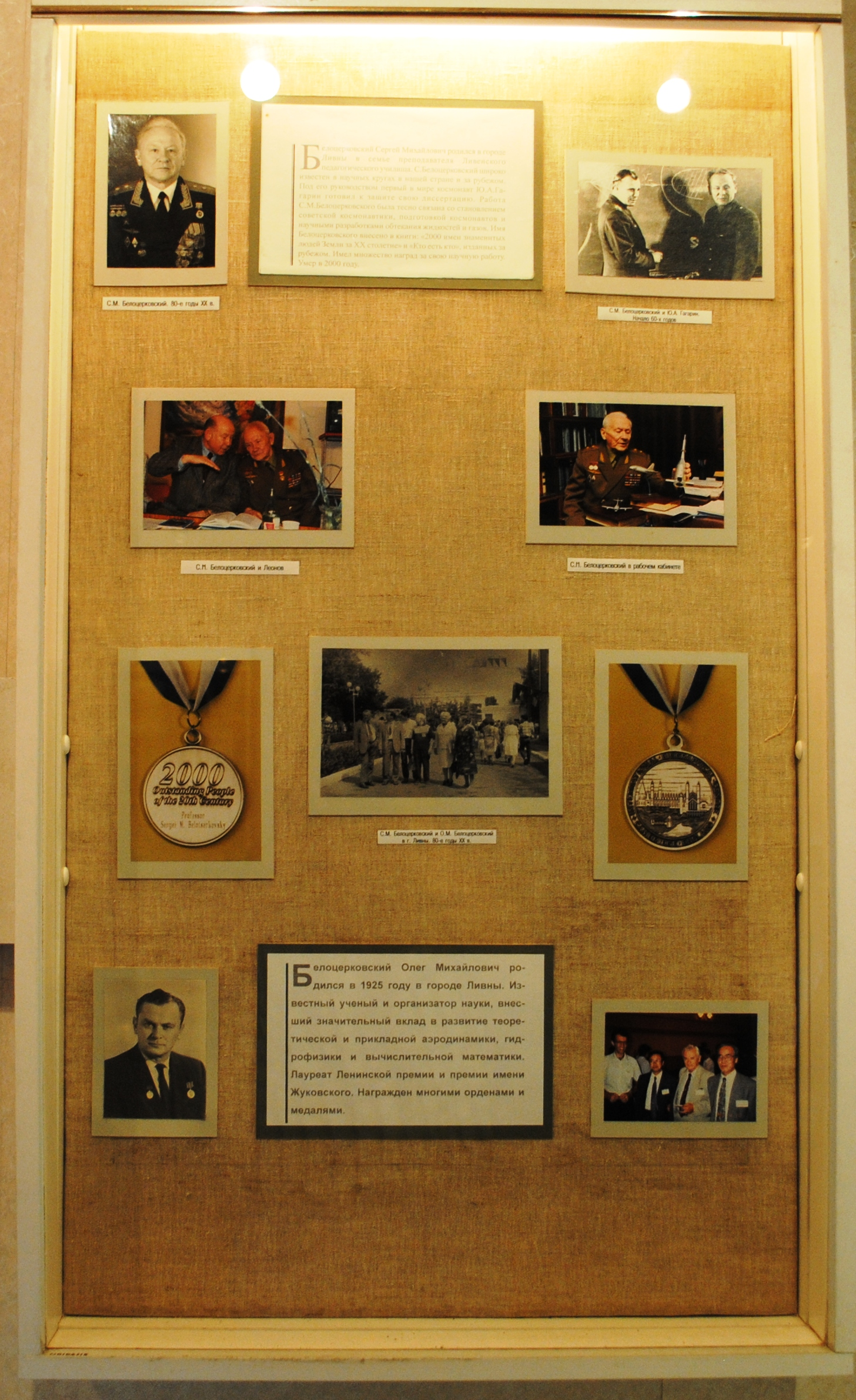
Стенд братьев Белоцерковских
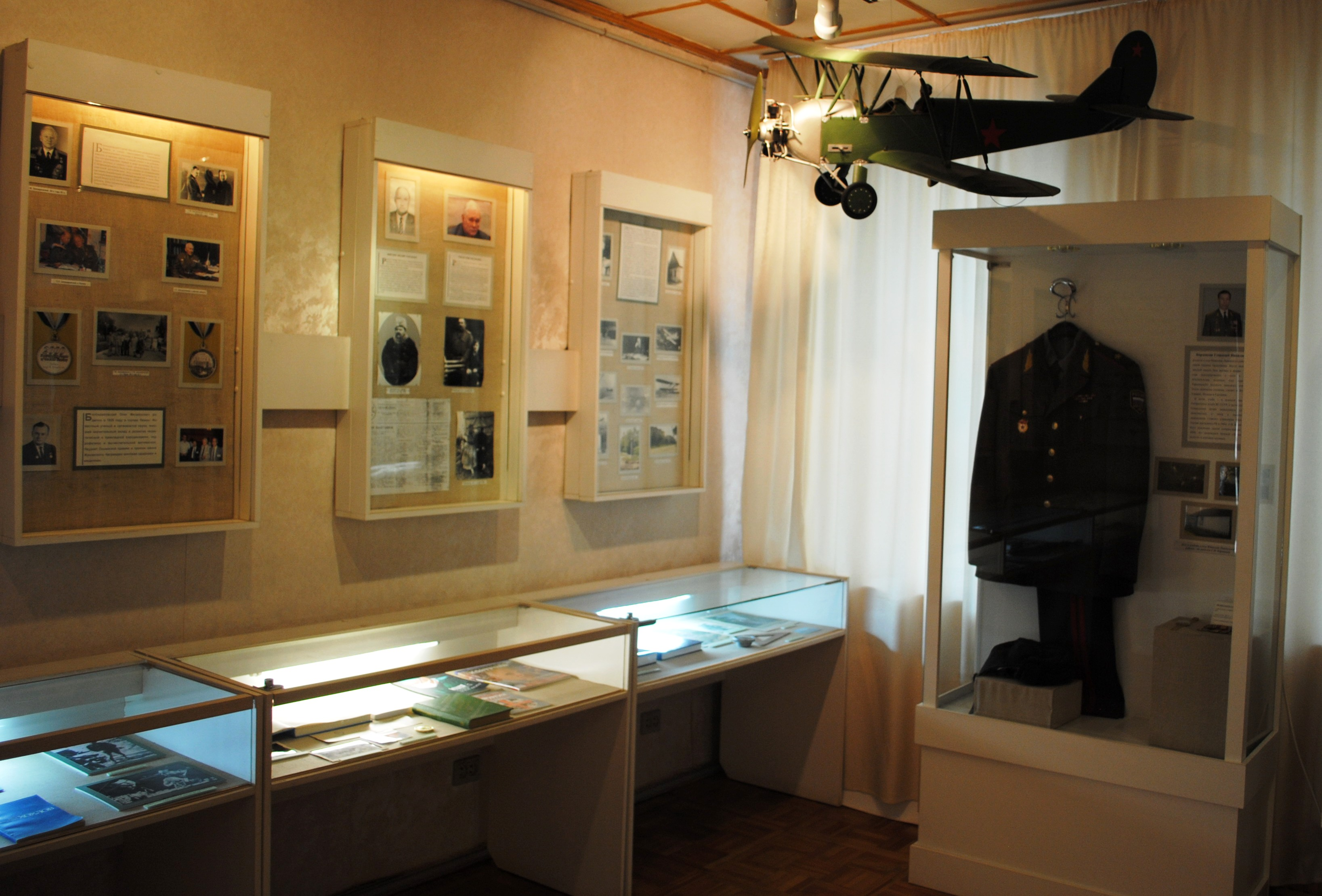
Материалы посвящённые Н.Н.Поликарпову
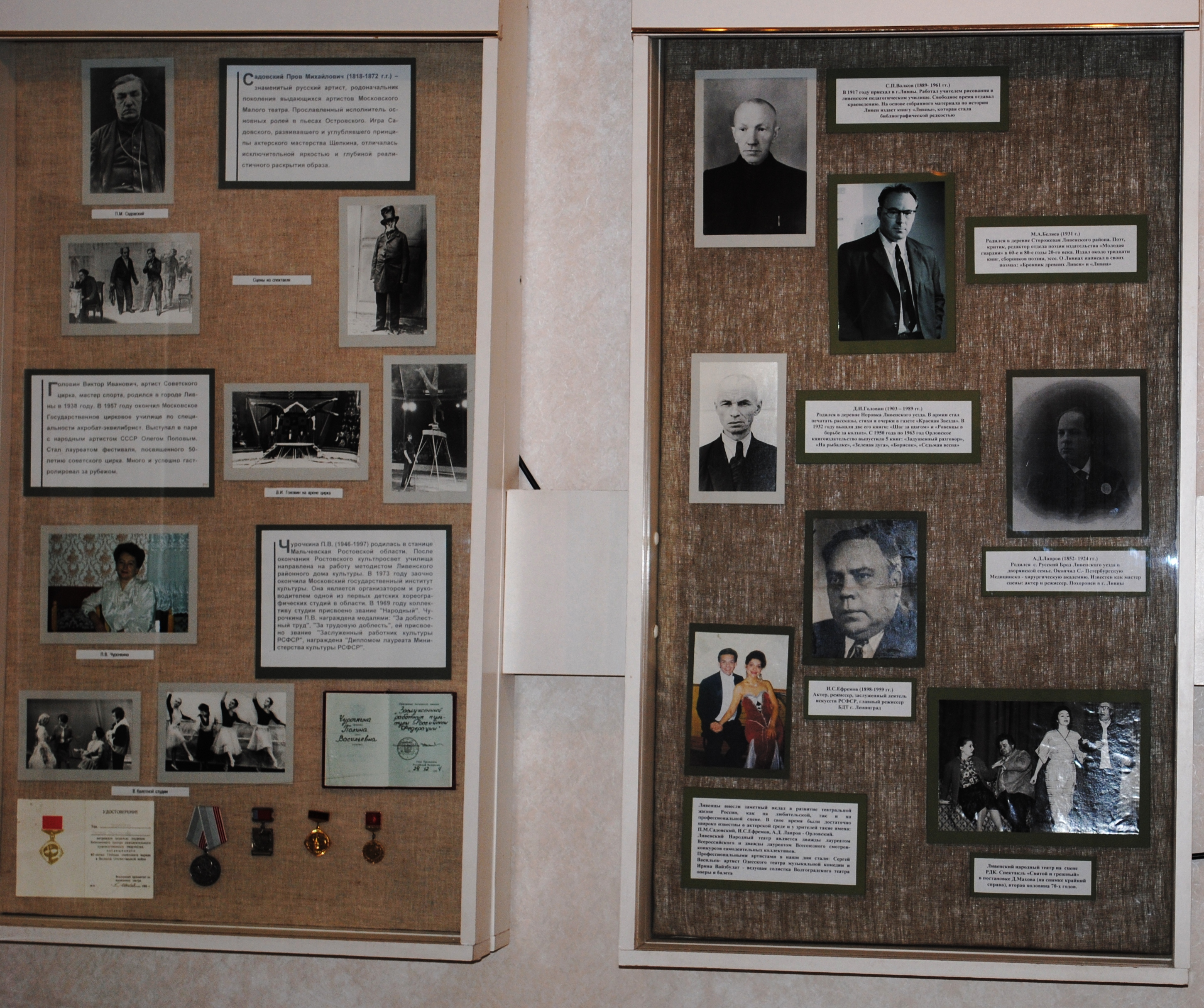
Стенды известных Ливенцев (П.М.Садовский, С.П.Волков и др.)
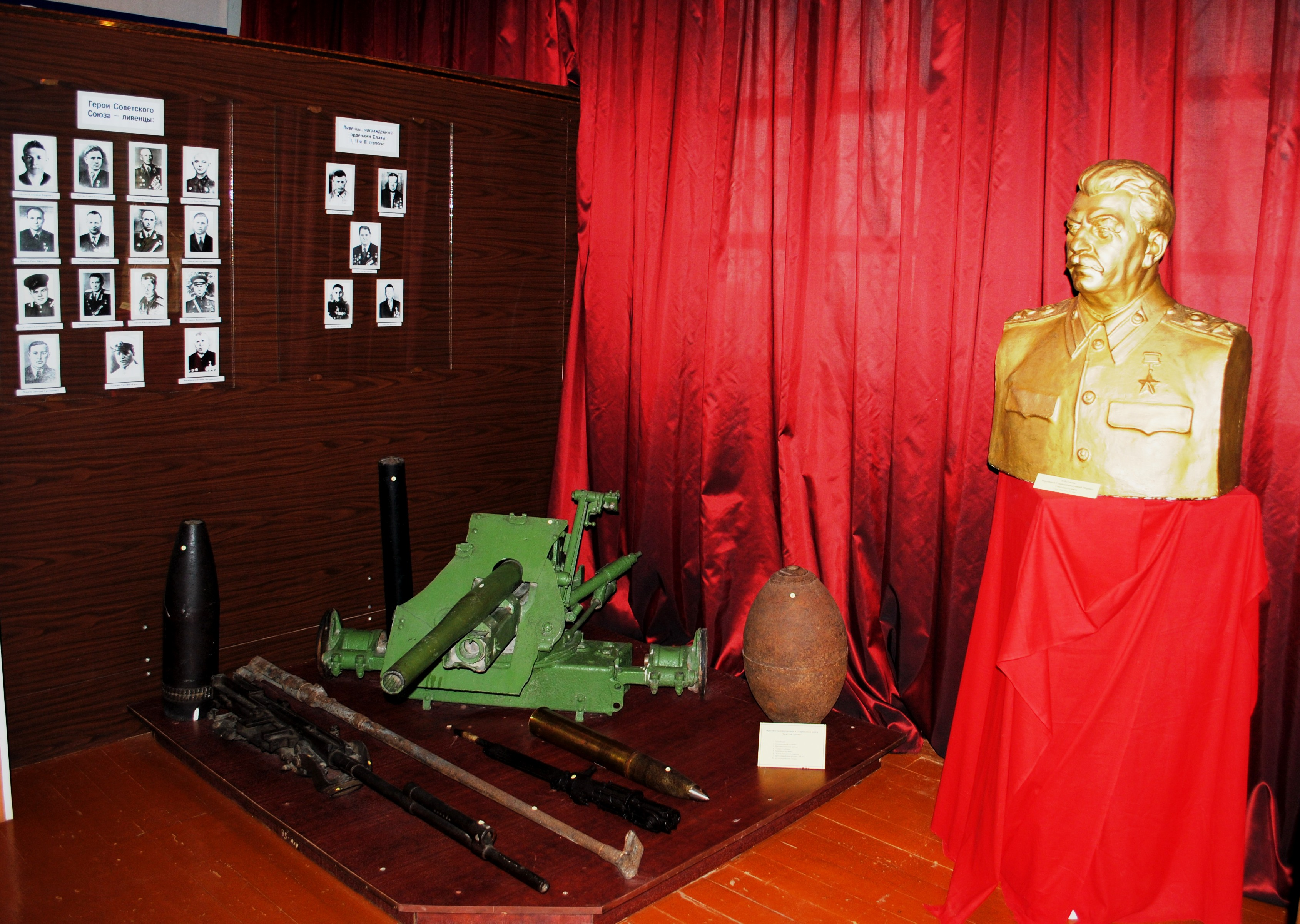
Материалы посвящённые Великой Отечественной войне
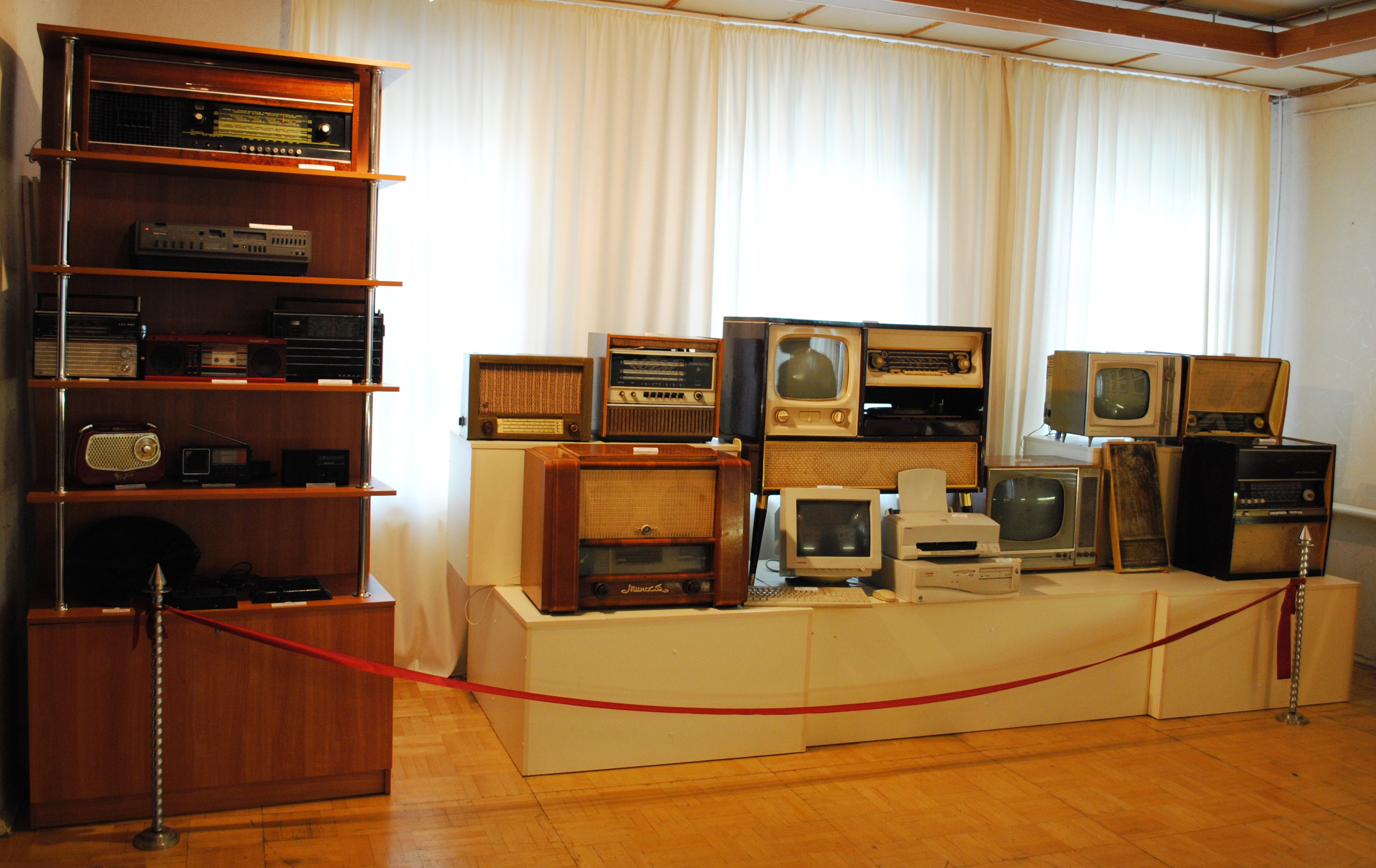
Экспозиция советских бытовых радиоприёмников
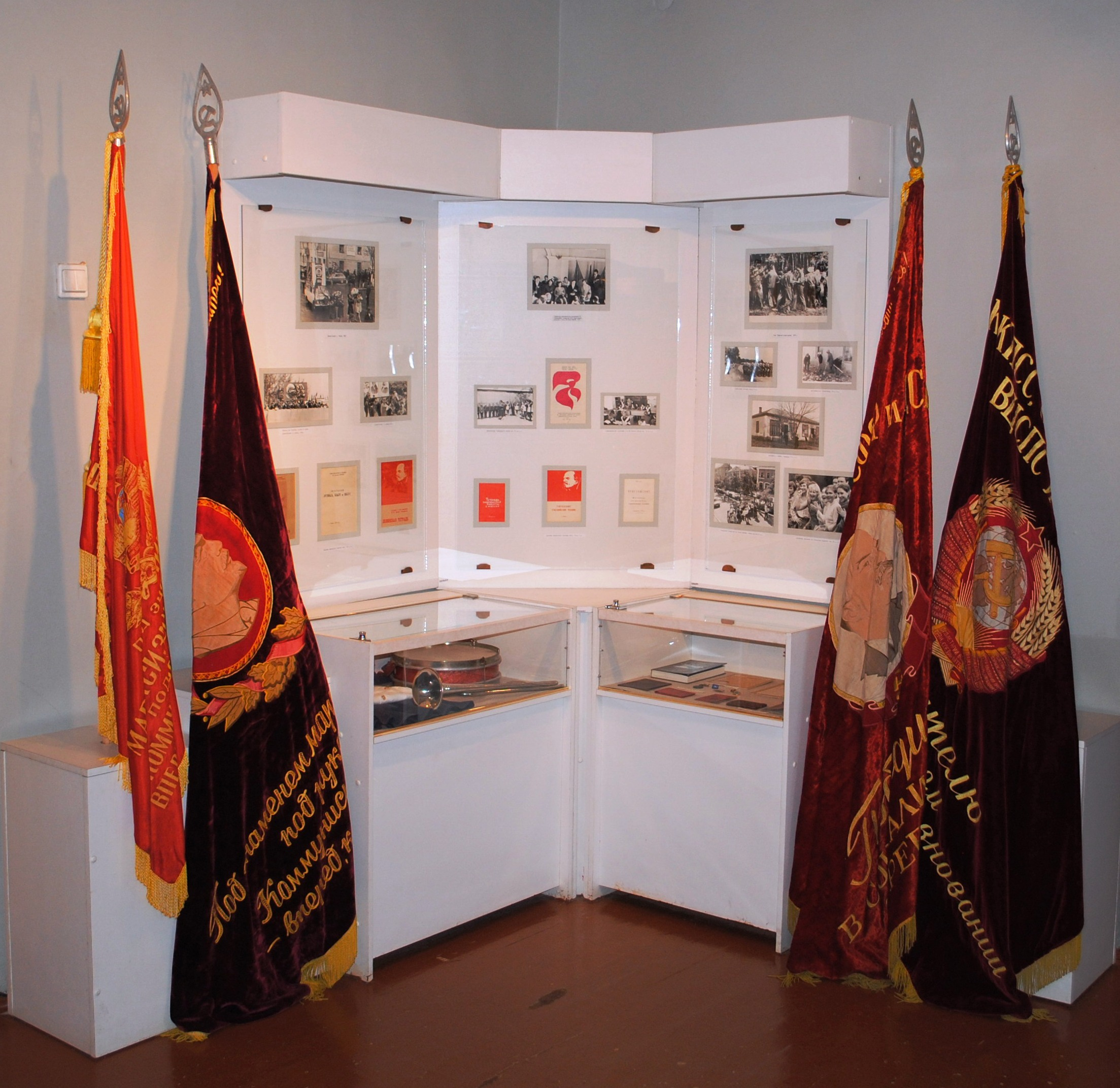
Экспозиция советских общественных движений

В картинной галерее музея
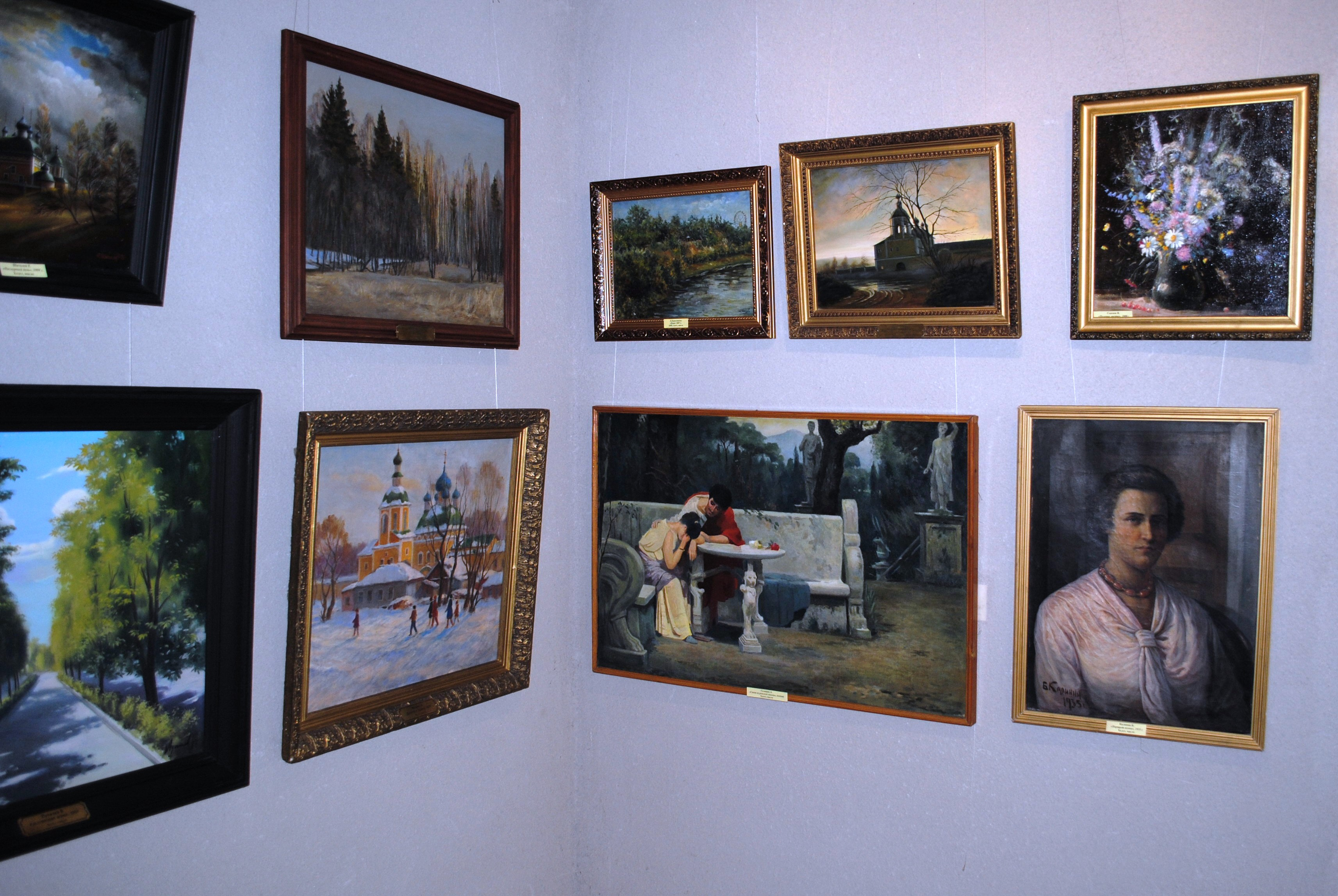
Полотна галереи
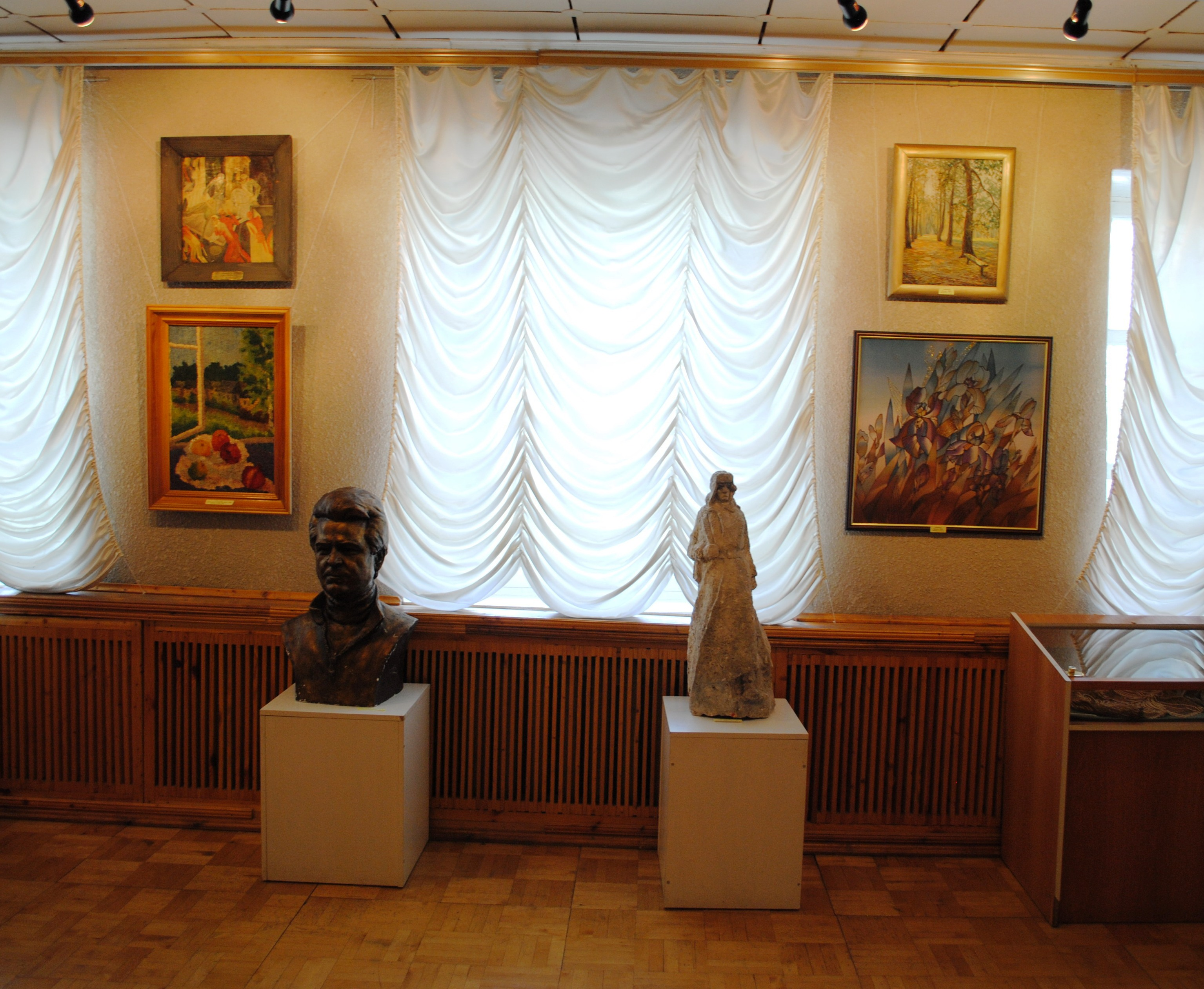
Скульптуры представленные в галерее
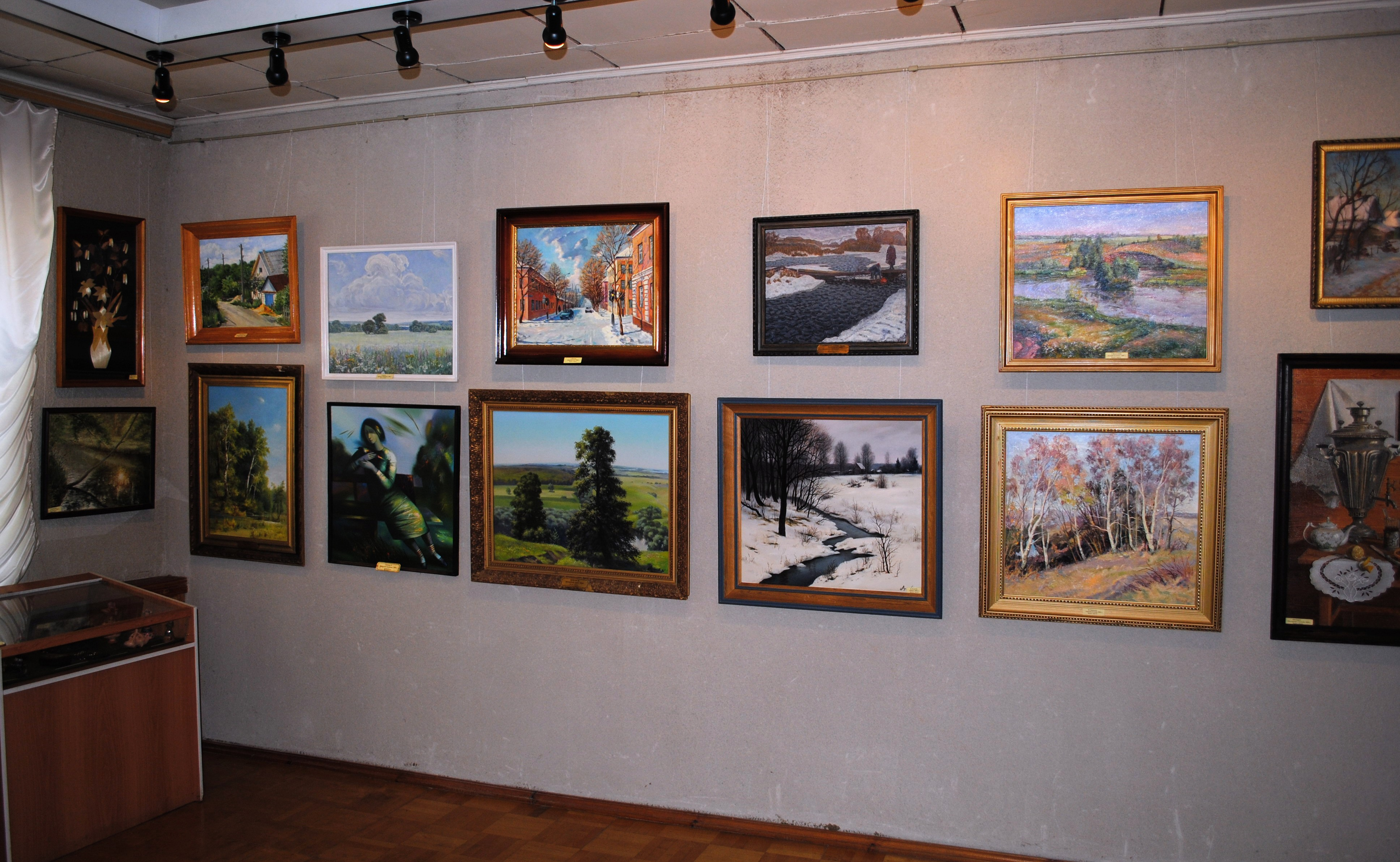
Живопись галереи
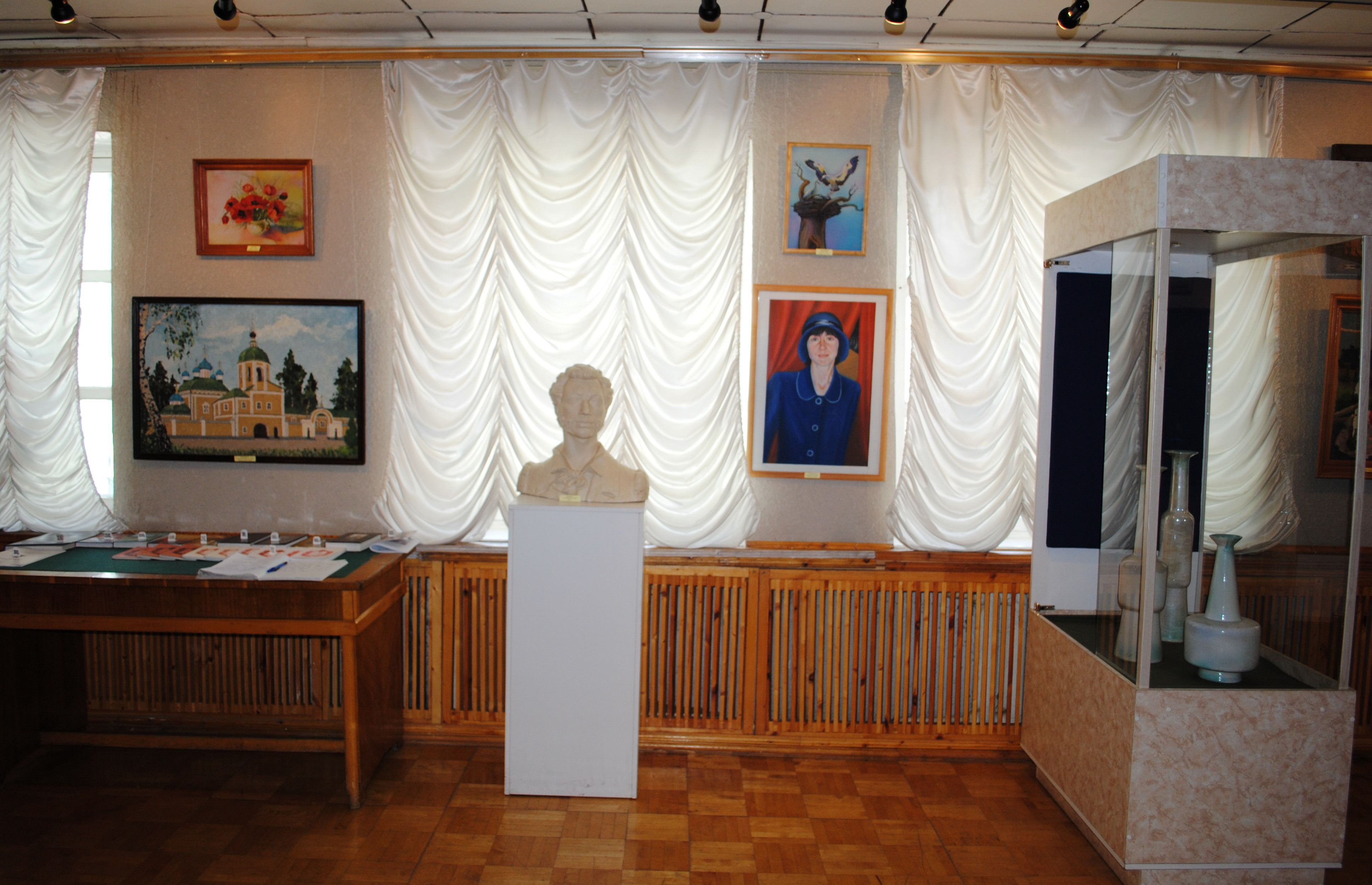
Бюст А.С.Пушкина и керамика
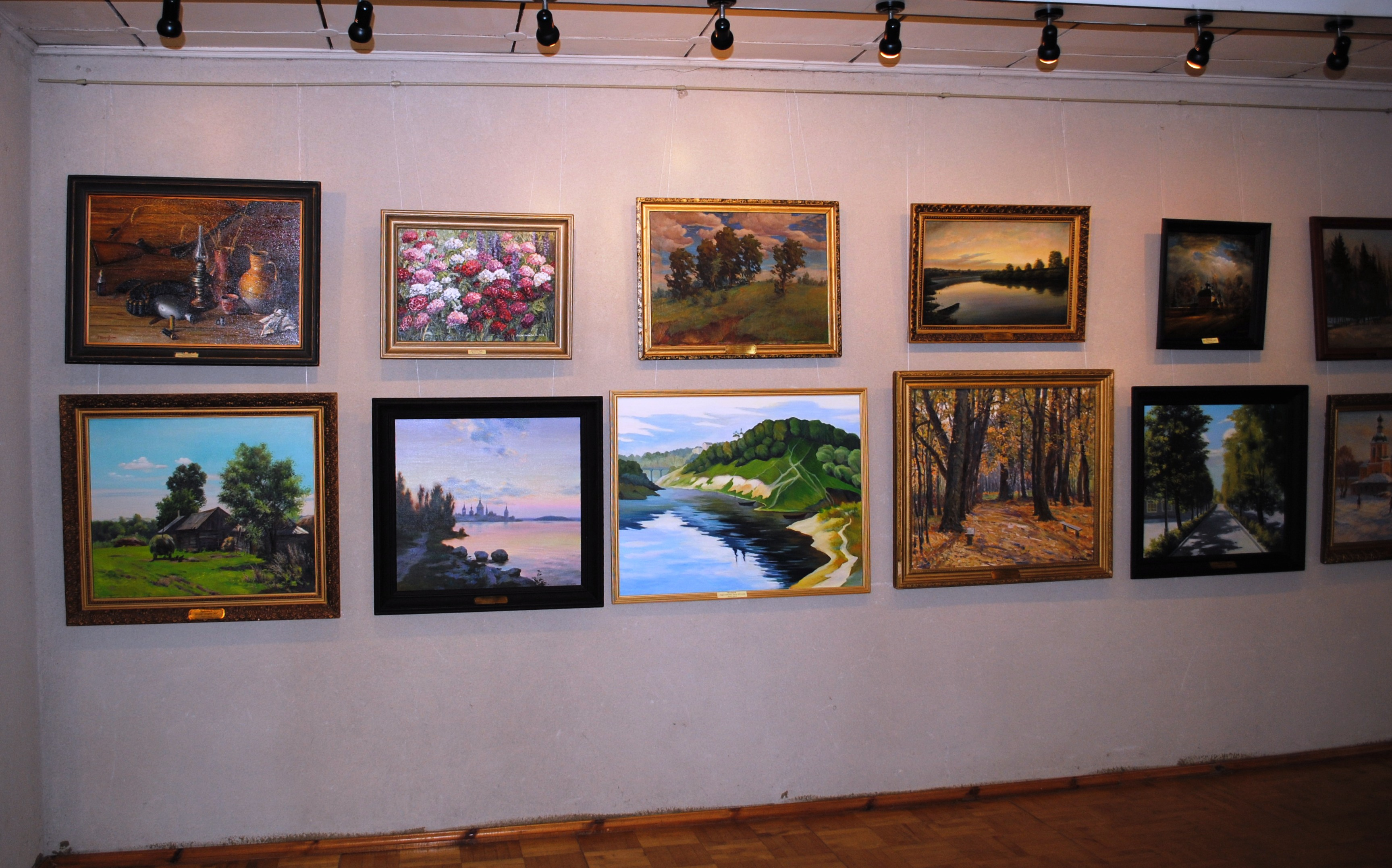
Художественные работы представленные в галерее